# Uttar Pradesh
L'Uttar Pradesh (en hindi : उत्तर प्रदेश, /ˈʊtːəɾ pɾəˈdeːʃ/, en ourdou : اتر پردیش, litt. « province du Nord ») est un État du nord de la République indienne. C'est l'État le plus peuplé du pays, avec un peu moins de 250 millions d'habitants,.
Il a été créé le 22 mars 1902, pendant la domination britannique, sous le nom de Provinces-Unies d'Agra et d'Oudh (United Provinces of Agra and Oudh, rebaptisé plus tard United Provinces ou « Provinces-Unies »), et a été renommé Uttar Pradesh (abrégé en UP) en 1950. L'État est divisé en 18 divisions et 75 districts, la capitale étant Lucknow. Le 9 novembre 2000, un nouvel État, l'Uttarakhand, a été découpé à partir de la partie montagneuse himalayenne de l'État. Les deux principaux fleuves de l'État, le Gange et Yamuna, se rejoignent à Prayagraj et coulent plus à l'est en tant que Gange. L'hindi est la langue la plus parlée et est également la langue officielle de l'État, avec l'ourdou. Les deux idiomes, correspondants à une standardisation particulière de la langue hindoustanie, sont par ailleurs originaires de la partie ouest de l'État, issus du parler Kauravi (en) ou Khadiboli trouvé autour de Delhi, Saharanpur, Meerut, Moradabad et Bareilly.
L'État couvre 243 290 kilomètres carrés, soit 7,34 % de la superficie totale de l'Inde, et est le quatrième plus grand État indien par zone. L'agriculture et les industries de services sont ses principales activités économiques. L'économie de l'Uttar Pradesh est la cinquième plus grande économie d'État de l'Inde, avec 250 milliards de dollars de produit intérieur brut et un PIB par habitant de 980 dollars. Il est néanmoins un des États indiens les plus fortement affectés par la combinaison d'une démographie croissante, d'un indice de développement humain bas et d'un développement économique relativement limité.
L'hindouisme est pratiqué par plus des trois quarts de la population, les musulmans formant le deuxième groupe religieux le plus important. L'Uttar Pradesh abritait de puissants empires de l'Inde ancienne et médiévale. L'État a plusieurs destinations touristiques historiques, naturelles et religieuses, telles que Kushinagar, Ayodhya, Vrindavan, Mathura, Varanasi, Prayagraj, Agra, Lucknow et Gorakhpur.

## Histoire

### Préhistoire
Des vestiges archéologiques, attestant de la présence de chasseurs-cueilleurs Homo sapiens à l'âge de la pierre en Uttar Pradesh,,, sont datés entre 85 000 et 72 000 ans. D'autres découvertes préhistoriques comprennent des artefacts paléolithiques vieux de 21 000 à 31 000 ans et des campements de chasseurs-cueilleurs du Mésolithique/Microlithique à proximité de Pratapgarh, datant entre 10 550 et 9550 av. J.-C. Des villages abritant du bétail, des chèvres et des moutons attestent qu'une activité agricole a débuté dès -6000 et s'est graduellement développée entre -4000 et -1500, entre la Civilisation de la vallée de l'Indus et la Période védique en s’étendant jusqu'à l'âge du fer,,.

### Les royaumes et empires de l'Inde

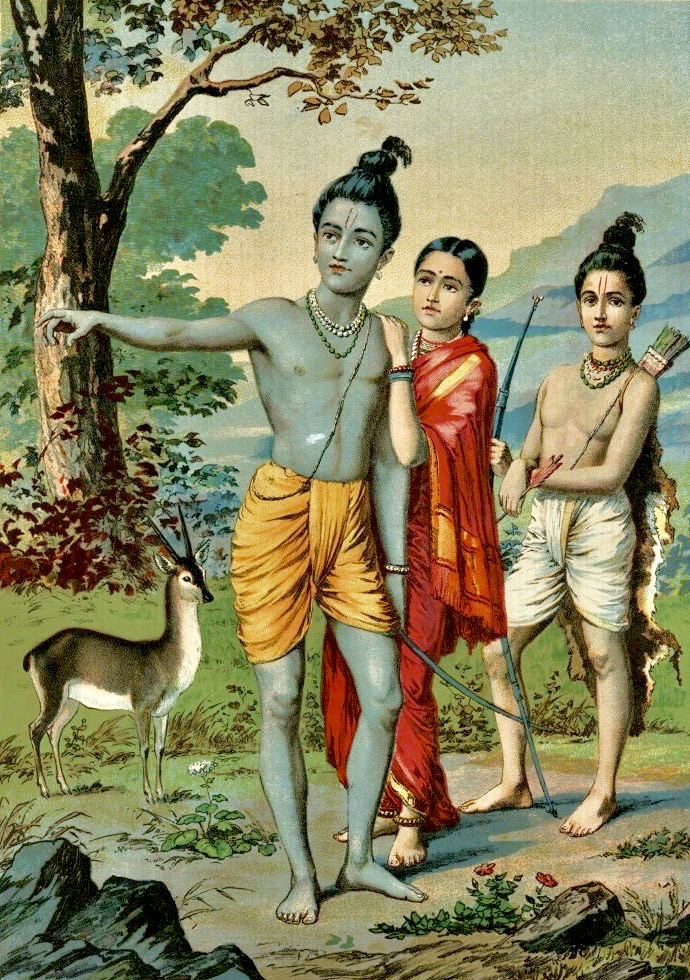
Rama accompagné de sa femme Sita et de son frère Lakshmana.

Le royaume de Kosala, à l'époque des Mahâ-Janapadas, était situé à l'intérieur des frontières actuelles de l'Uttar Pradesh. Selon la légende hindoue, le roi divin Rāma de l'épopée du Ramayana régnait à Ayodhya, la capitale du Kosala.
Krishna, un autre roi hindou qui joua un rôle clé dans l'épopée du Mahabharata, et qui est révéré comme la huitième réincarnation du dieu Vishnu, est réputé être né dans la ville de Mathura dans l'Uttar Pradesh.
La fin de la guerre de Kurukshetra s'est déroulée dans la zone située entre le Doāb supérieur et Delhi, dans ce qui était le Royaume de Kuru des Mahâ-Janapadas, durant le règne du roi Yudhisthira du Pândava.
Le royaume correspond à la culture de la céramique noire et rouge et à la culture de la céramique grise peinte et au début de l'Âge du fer dans le Nord-Ouest de l'Inde autour de l'an 1000 av. J.-C.
La plupart des envahisseurs du nord de l'Inde sont passés par les plaines du Gange de ce qui est maintenant appelé l'Uttar Pradesh.
Le contrôle de cette région était vital pour le pouvoir et la stabilité de tous les empires majeurs de l'Inde, dont l'Empire maurya, l'empire Kouchan, l'empire Gupta et l'empire Gurjâra-Pratihâra.
À la suite des invasions des Huns qui brisent l'empire Gupta, le Doāb du Gange-Yamuna voit l'essor de la dynastie Kannauj.
Pendant le règne de l'empereur Harshavardhana, l'empire Kannauj atteint son apogée.
Il s'étend de la région du Pendjab au Nord, du Gujarat à l'ouest, au Bengale à l'est et l'Odisha au sud.
Il inclut alors des parties du Centre de l'Inde, le Nord du fleuve Narmadâ et il comprend toute la plaine indo-gangétique.
De nombreuses communautés de diverses régions de l'Inde se disent descendre de migrants de Kannauj.
Juste après la mort de Harshavardhana, l'empire se scinde en de nombreux royaumes qui seront envahis et subiront la loi de l'empire Gurjara-Pratihara qui est en concurrence avec la dynastie Pala pour la domination de la région.
Plus tard, à l'époque de l'Empire moghol, l'Uttar Pradesh devient le cœur du vaste empire de l'Hindoustan, nom que l'on utilise encore de nos jours pour désigner l'Inde.
Les empereurs moghols Bâbur et Humâyûn gouvernaient de Delhi,.
En 1540 un Afghan, Sher Shah Suri, gouverne l'Uttar Pradesh après avoir vaincu Humâyûn.
Sher Shah et son fils Islam Shah Suri dirigent l'Uttar Pradesh de leur capitale Gwalior.
Après la mort de Islam Shah Suri, son premier ministre Hemu devient de facto le dirigeant de l'Uttar Pradesh, du Bihar, du Madhya Pradesh, et de l'ouest du Bengale.
On lui décerne le titre de Vikramaditya lors de son couronnement au fort de Purana Qila à Delhi et il est appelé Samrat Hem Chandra Vikramaditya.
Hemu meurt durant la deuxième bataille de Pânipat, et l'empereur Akbar impose sa loi à l'Uttar Pradesh.
Akbar gouverne d'Āgrā et Fatehpur-Sikrī.
À son apogée, l'Empire moghol, qui couvre presque tout le sous continent indien (y compris les territoires actuels de l'Afghanistan, du Pakistan et du Bangladesh), est gouverné de Delhi, Āgrā, ou Prayagraj selon les périodes.

### La période de domination britannique
Lors de la seconde moitié du XVIIIe siècle une série de batailles donna le contrôle de l’État à la Compagnie britannique des Indes orientales. Après la victoire britannique lors de la seconde guerre anglo-marathe, Daulat Rao Sindhia signa le traité de Surij-Anjangaon cédant ainsi à l’Empire les terres situées entre le Gange et la Yamuna, la région de Delhi, ainsi que des parties du Bundelkhand et du Braj. Les royaumes d’Ajmer et de Jaipur furent également rattachés à ce que les Britanniques appelèrent les provinces du Nord-Ouest.
Le mécontentement dû à la domination britannique engendra une grande rébellion à travers la province et qui deviendra le point de départ de la révolte des Cipayes. Après que les Britanniques eurent maté la rébellion, ceux-ci tentèrent de diviser les régions révolutionnaires en redécoupant les territoires.

## Géographie

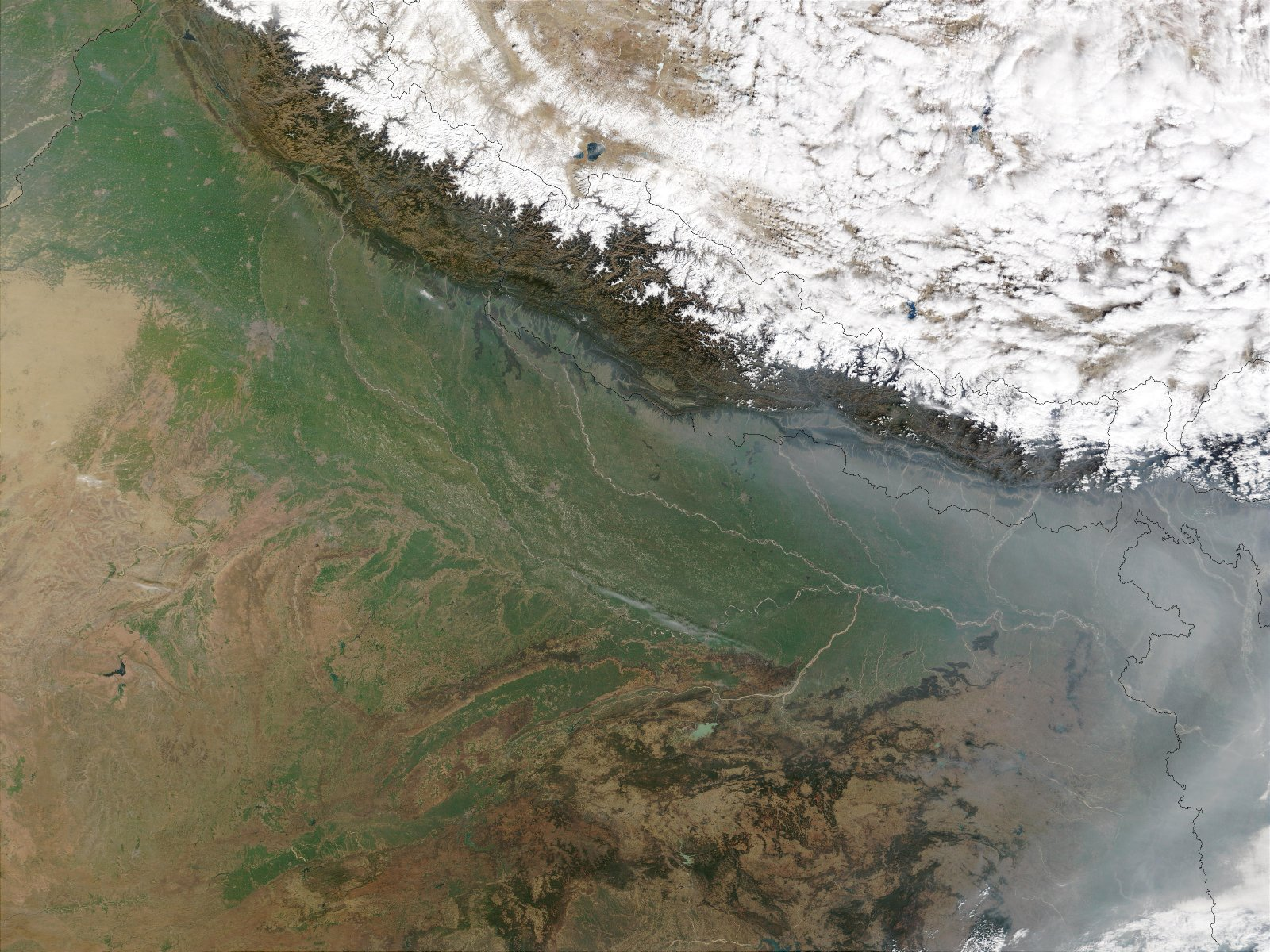
Vue satellitaire de la plaine indo-gangétique.

L'Uttar Pradesh a une superficie totale de 243 290 km2, ce qui le classe cinquième État de l'Inde pour sa superficie. Il est bordé au nord par le Népal et l'Uttarakhand, à l’ouest par l’Himachal Pradesh, l’Haryana, le Rajasthan et Delhi, à l’est par le Bihar, au sud par le Madhya Pradesh et le Chhattisgarh.
Ses villes principales : Vārānasī, Lakhnau (la capitale), Prayagraj, Jhansi, Kanpur, Mathura, Meerut et Āgrā.
L’Uttar Pradesh est traversé par plus de trente-deux rivières, citons le Gange, la Yamunā, le Saraswatī, la Sarayu, la Gomti, la Ramganga, la Karnali, la Betwa qui sont les plus grandes et ont une grande importance religieuse dans l'Hindouisme.
L'Himalaya borde l'Uttar Pradesh au nord, mais les plaines qui couvrent la plus grande partie de l’État diffèrent fortement de cette région montagneuse.
La région la plus étendue, la Plaine indo-gangétique au nord comprend le Doāb entre le Gange et la Yamuna, les plaines de la Ghaghra, les plaines du Gange et la Terraï.
Au sud, se trouvent les Vindhya et la région des plateaux.
Elle est caractérisée par des strates de roches dures et une topographie variée de collines, de plaines, de vallées et de plateaux.
Le Bhabhar laisse la place à la région de Terraï couverte d'herbe des éléphants et d'épaisses forêts entrecoupées de zones marécageuses.
Les rivières paresseuses du Bhabhar s'y approfondissent, elles s'écoulent sous enchevêtrement de végétation épaisse.
Le Terraï est parallèle à la Bhabhar, le long d'une mince bande terrestre appelée Doāb. La plaine alluviale est partagée en trois sous-régions.
- La région orientale constituée de 14 districts sujets à des alternances d'inondations et de sécheresses. Ces districts ont la population la plus dense et le revenu par tête le plus bas.
- La région centrale et la région occidentale bénéficient d'un meilleur système d'irrigation[27]. Elles souffrent de l'exploitation de l'eau par les exploitations à grande échelle[27] alors qu’elles sont relativement arides.

En 2001, trois nouveaux États ont été créés en Inde, dont l'Uttarakhand, petit État sur la bordure himalayenne, qui faisait jusque-là partie de l'Uttar Pradesh.

### Climat

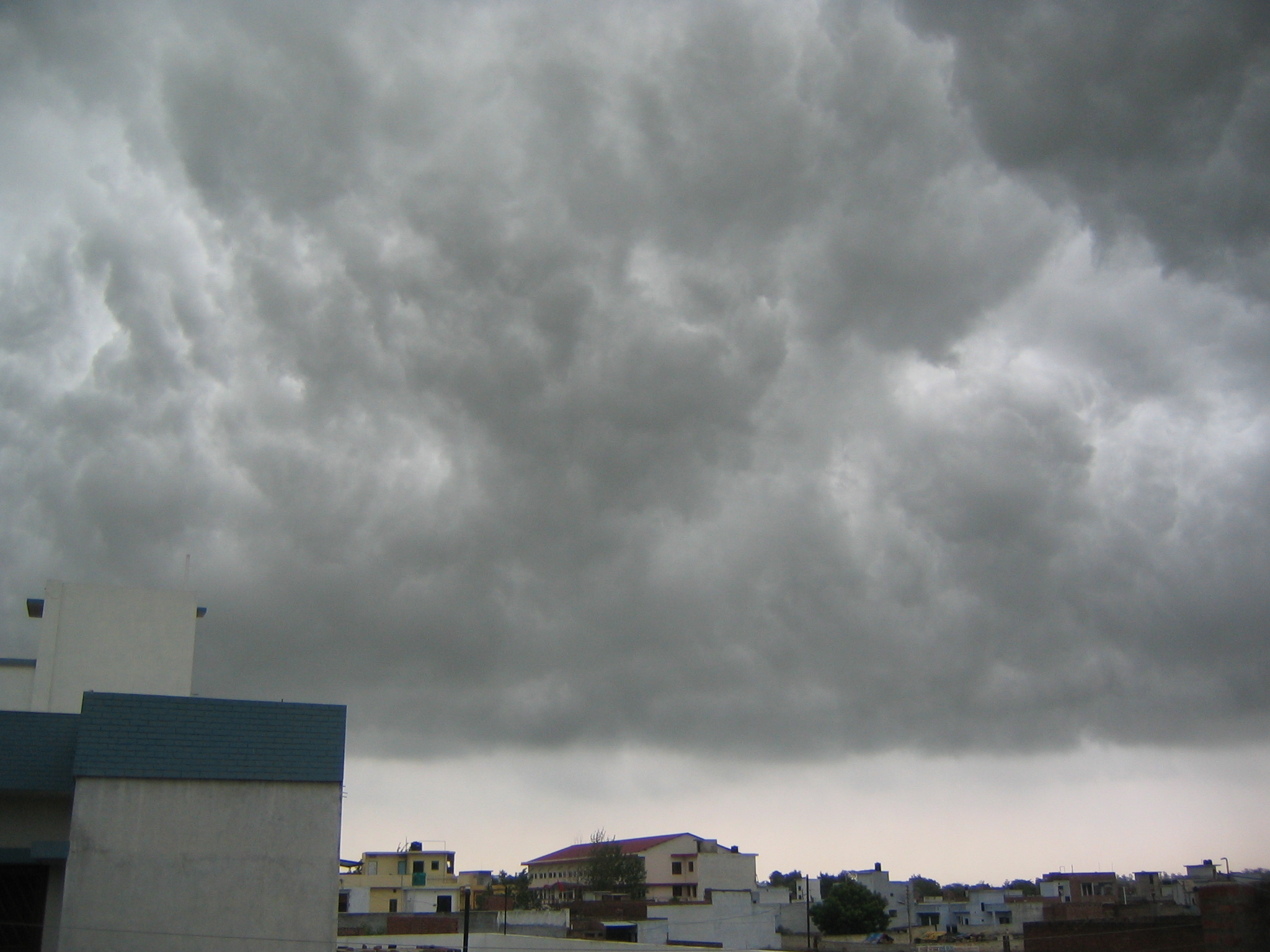
Nuages de mousson au-dessus de Lucknow.

L'Uttar Pradesh a un climat tempéré et humide et présente trois saisons. L'hiver d'octobre à février est suivi de l'été de mars à mi-juin et par la saison de la mousson de mars à septembre,.
- L'été est chaud et sec, les températures montent à 45 °C, parfois à 48 °C. L'humidité est relative (20 %); Les vents sont souvent chargés de poussières. Les étés ont des variations de températures extrêmes de 0 °C et 50 °C dans différentes parties de l'État[29].
- La mousson: apporte 85 % des précipitations annuelles (990 mm).
- L'hiver est froid, les températures descendent à 3-4 °C, et parfois à −1 °C. Le ciel est clair, des brouillards locaux. La neige est très rare en hiver, surtout dans les plaines du Gange, mais elle est fréquente sur les hauts reliefs.
- En hiver, il n'est pas rare de voir de grands changements de températures. Par exemple, il peut faire 5°, et le lendemain 25°, le surlendemain 21°, et au quatrième jour 15°, une situation courante.
- Il n'est pas rare de relever des températures d'environ 30° en hiver, mais le thermomètre ne dépasse jamais les 32° (record en janvier 2010).
- Durant l'été 2015, le thermomètre a dépassé les 48° pendant plusieurs semaines, à partir de juin, et a dépassé les 50° pendant de nombreux jours, pour se stabiliser à 45° à la mi-août.

Les climats des plaines du Gange vont du semi-aride au sub-humide.
Les valeurs moyennes des précipitations annuelles varient de 650 mm dans le sud-ouest de l'État à 1 000 mm dans les parties orientales et méridionales de l'État.
Phénomène principalement estival, la branche de la baie du Bengale de la mousson indienne (en) est le principal pourvoyeur de pluie de la plupart des parties de l’État.
C'est la mousson du Sud-Ouest qui apporte la majorité des pluies, car les pluies dues à la perturbation occidentale et à la mousson du Nord-Est contribuent faiblement aux précipitations qui affectent l’État,.
Les précipitations dans les plaines sont les plus fortes dans l'est et décroissent vers le nord-est. Les inondations sont un problème récurrent de l'U.P., endommageant les récoltes et causant des morts. Les districts de l'Est sont les plus vulnérables en particulier à cause du manque de drainage dû à l'obstruction faite par les routes, les voies ferrées, les canaux et les nouvelles zones résidentielles. Les cours d'eau les plus sujets à débordement sont le Gange, la Yamuna, la Gomti, la Karnali, la Rapti, la Sarda et la Ramganga. La faible capacité de drainage des rivières occidentales Sirsa, Kali et Aligarh est aussi la raison des inondations.
En 2018, une série de tempêtes de sable font 150 morts et de nombreuses destructions. En juin 2019, outre la chaleur, l'Uttar Pradesh fait face à des tempêtes de sable dont les vents violents ont rasé des maisons et abattu arbres ou poteaux, faisant 24 morts.

### Faune et flore
Les ressources naturelles de l'Utta Pradesh sont très abondantes
En 2011, les forêts s’étendent sur 16 583 km2 soit environ 6,88 % de la surface totale de l'État.
En dépit de la déforestation rapide et du braconnage des animaux sauvages, il reste une faune et une flore diversifiées dans l'Uttar Pradesh.
On trouve de nombreuses espèces d'arbres, des petits et grands mammifères, des reptiles et des insectes dans la ceinture forestière des montagnes tempérées.
On trouve des plantes médicinales naturelles et on les cultive dans des plantations.
Le bétail se nourrit dans la savane et les prairies du Terraï et des Douars.
Des arbres des zones humides à feuilles caduques poussent dans la plaine du Gange supérieur, en particulier le long de ses berges. Cette plaine accueille une grande variété de plantes et d'animaux. Le Gange et ses affluents sont l'habitat de grands et petits reptiles, d'amphibiens, de poissons d'eau douce et de crabes.
Les Fruticées comme le Babool et des animaux tels que le chinkara vivent dans les Vindhyas arides,.
Dans toutes les parties des plaines, on trouve des forêts de feuillus des zones tropicales sèches.
Comme une grande partie de la lumière solaire atteint le sol, les arbustes et les graminées y sont aussi abondants
De larges bandes de ces forets ont été défrichées pour la culture.
Au sud de l’État, on trouve des forêts tropicales d'épineux, avec des arbres clairsemés principalement des babool
Ces forets sont confinées dans les zones de faible pluviosité annuelle (50–70 cm), est une température moyenne de 25-27 °C.
L'Uttar Pradesh est connu pour la richesse de ses espèces aviaires.
Les espèces aviaires les plus communes sont : les columbidés, le paon, le gallus, la perdrix noire, le moineau domestique, les passeri, le geai bleu, les perruches, les cailles, les pycnonotidés, le canard à bosse, les martins-pêcheurs, les picidés, les bécassines, et les psittaciformes.
Les réserves aviaires de l'État sont entre autres : le Bakhira Sanctuary, le National Chambal Sanctuary, le Chandra Prabha Sanctuary, le Hastinapur Sanctuary, le Kaimoor Sanctuary et le Okhla Sanctuary.
Parmi les autres espèces animales, notons les lézards, les cobras, le Bungarus, et le gavial.
Parmi les nombreuses variétés de poisson, les plus courantes sont le tor et la truite.
Quelques espèces animales ont disparu de l'Uttar Pradesh ces dernières années. D'autres, comme le lion des plaines du Gange et le rhinoceros de la Teraï, sont maintenant devenues espèces menacées.
De nombreuses espèces sont vulnérables au braconnage en dépit des règlements du gouvernement de l'Uttar Pradesh.

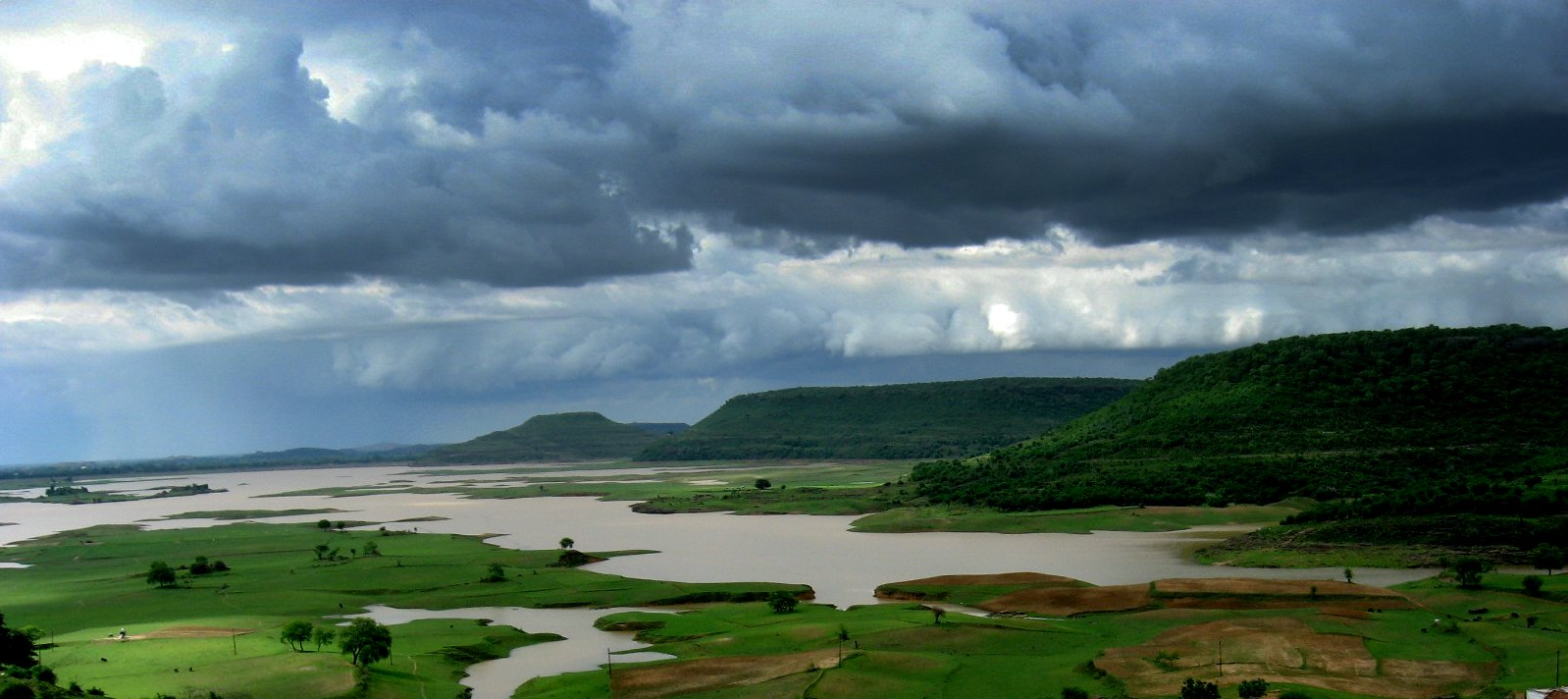
Paysage de la région de Teraï.
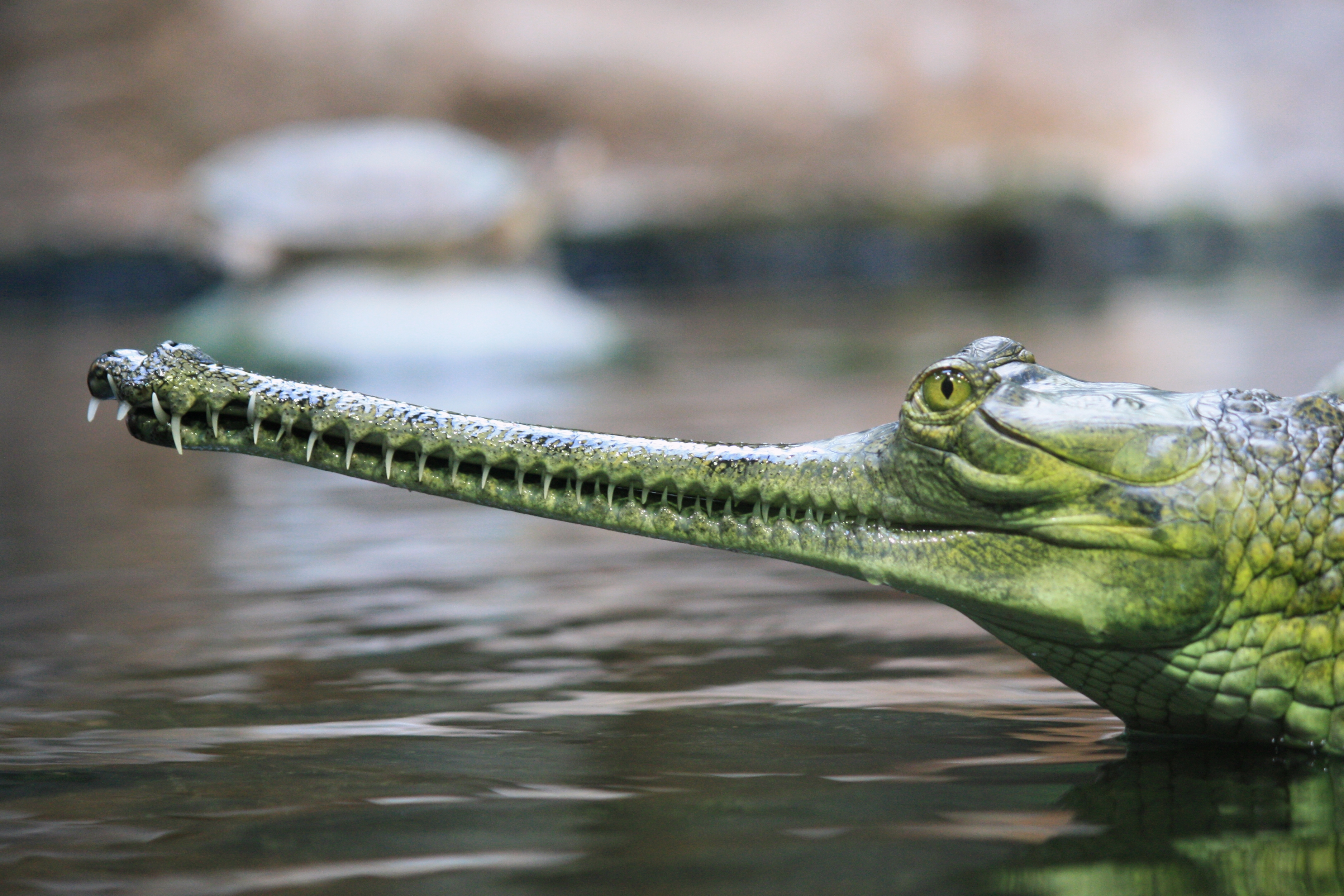
Un Gavial du Gange (Gavialis gangeticus).
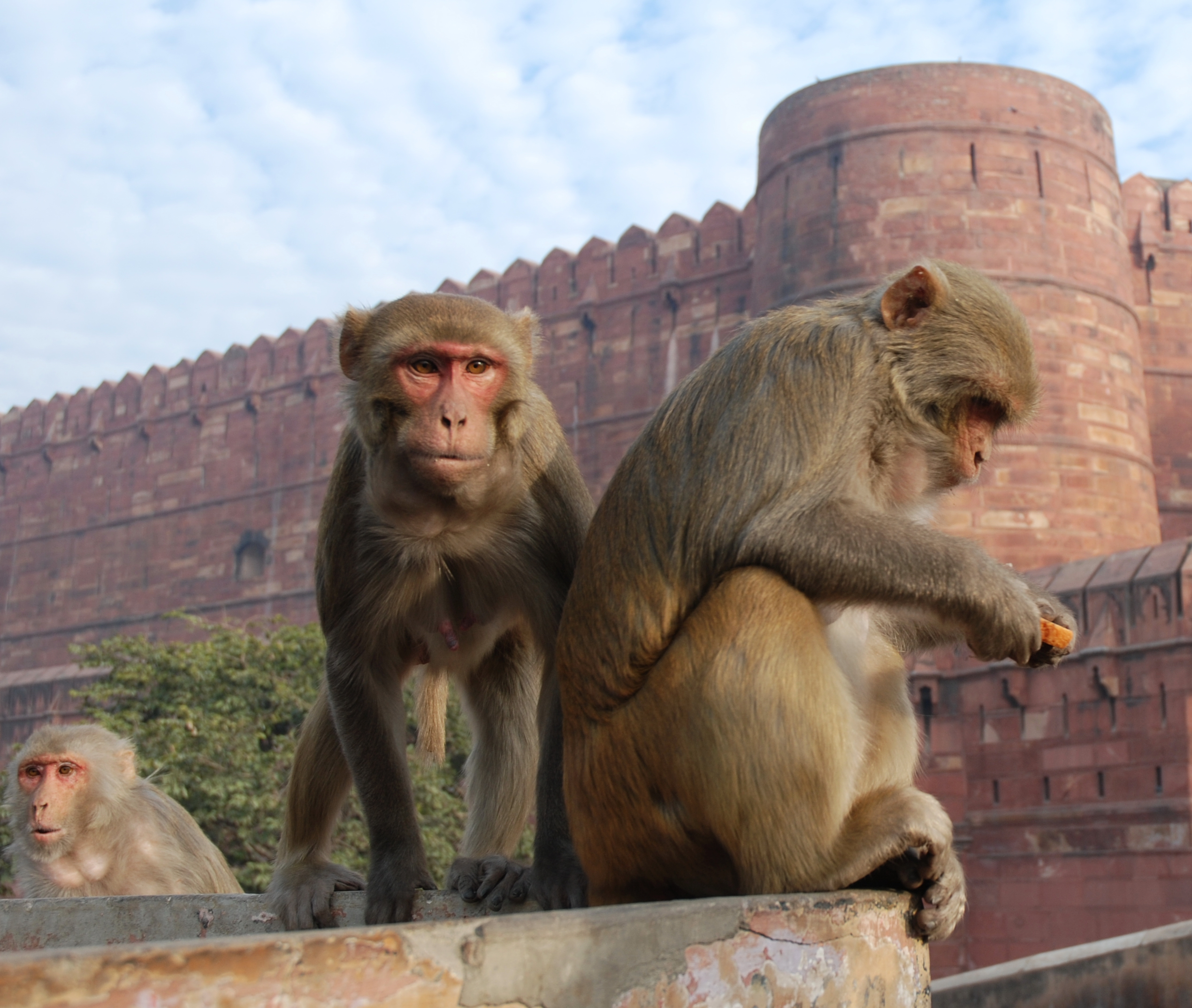
Macaque rhésus (Macaca mulatta) à Āgrā.
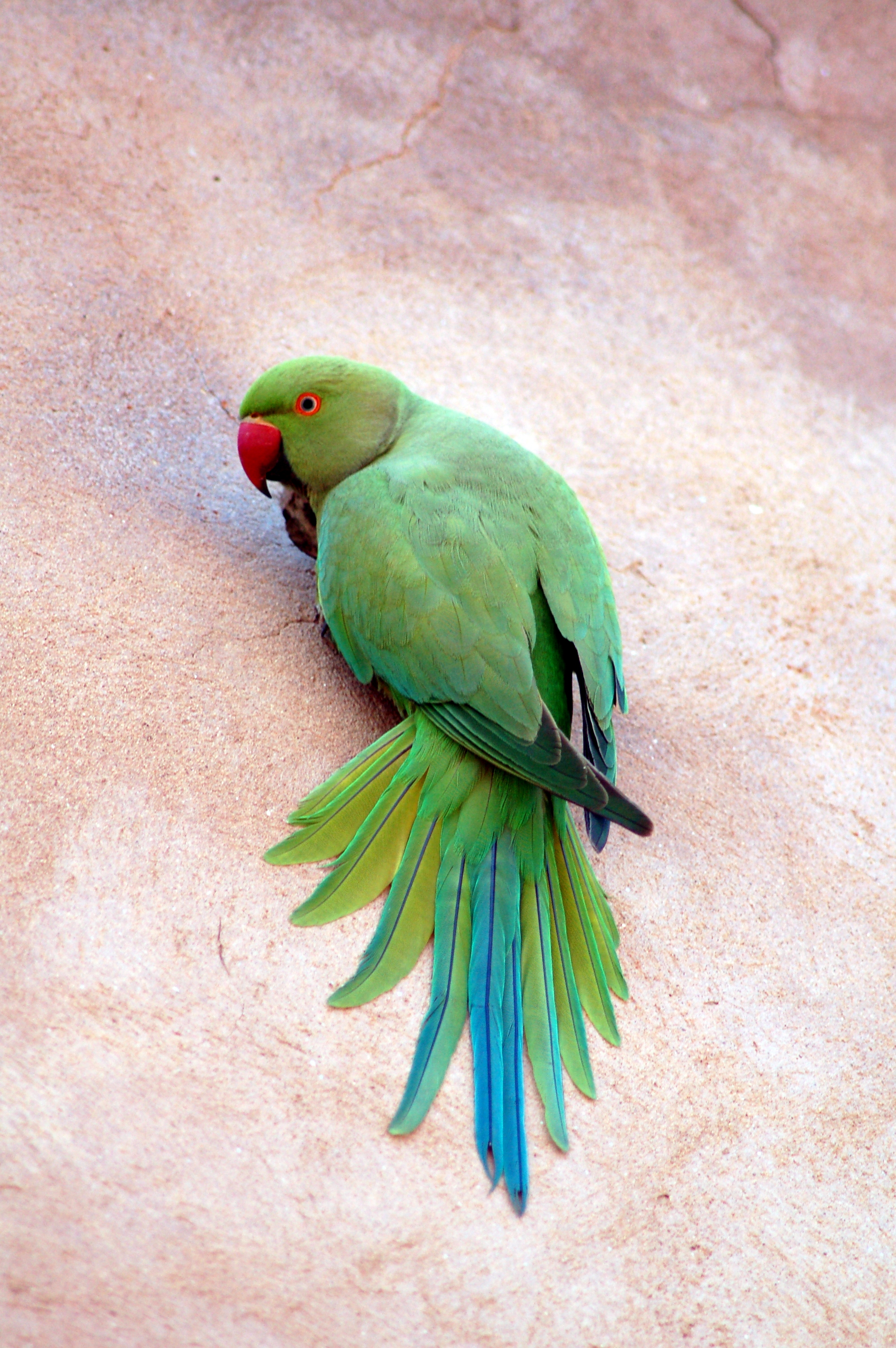
Psittacula krameri sur le fort rouge d'Āgrā.
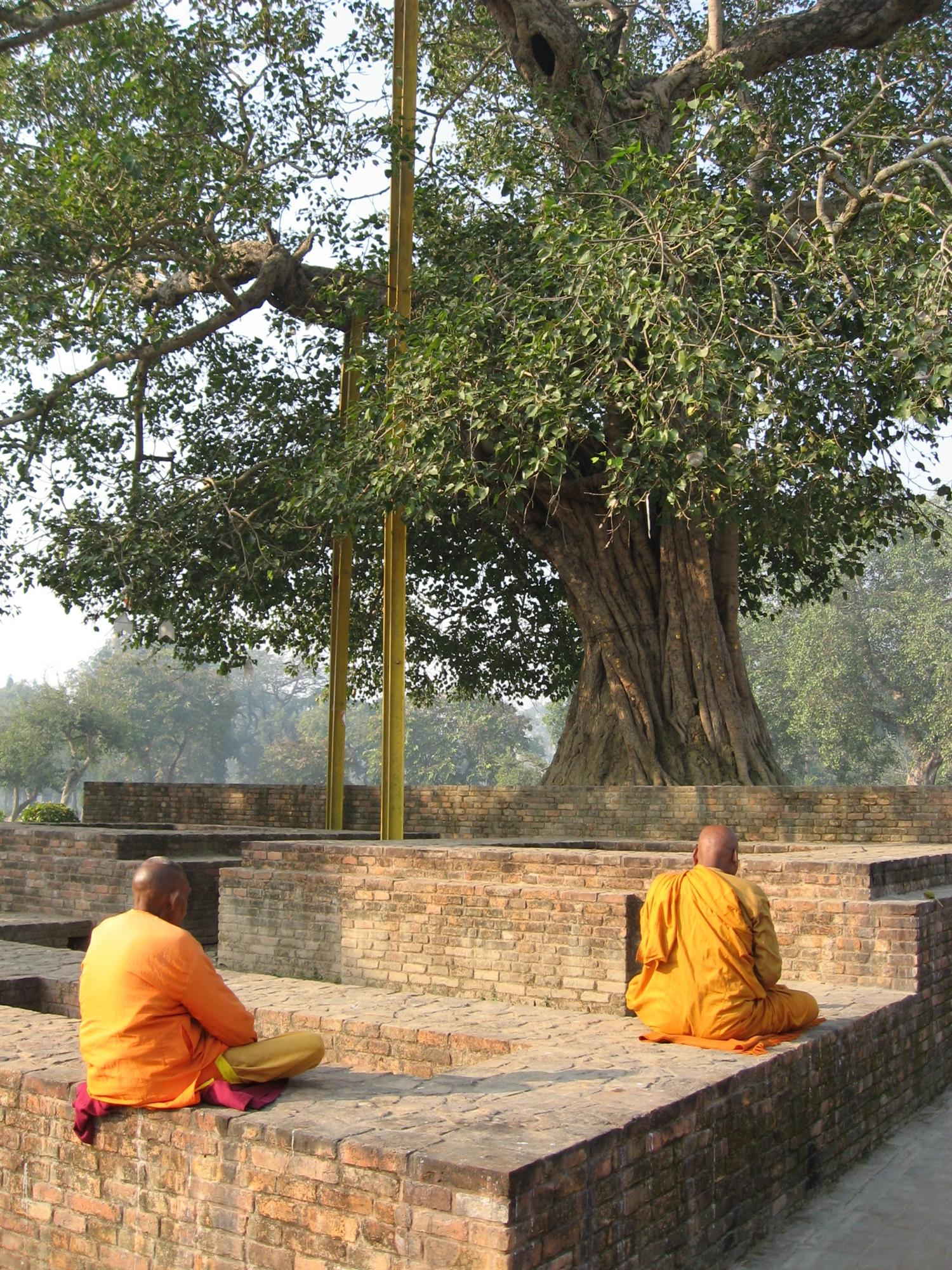
L'Arbre Anandabodhi du Monastère Jetavana de Sravasti.
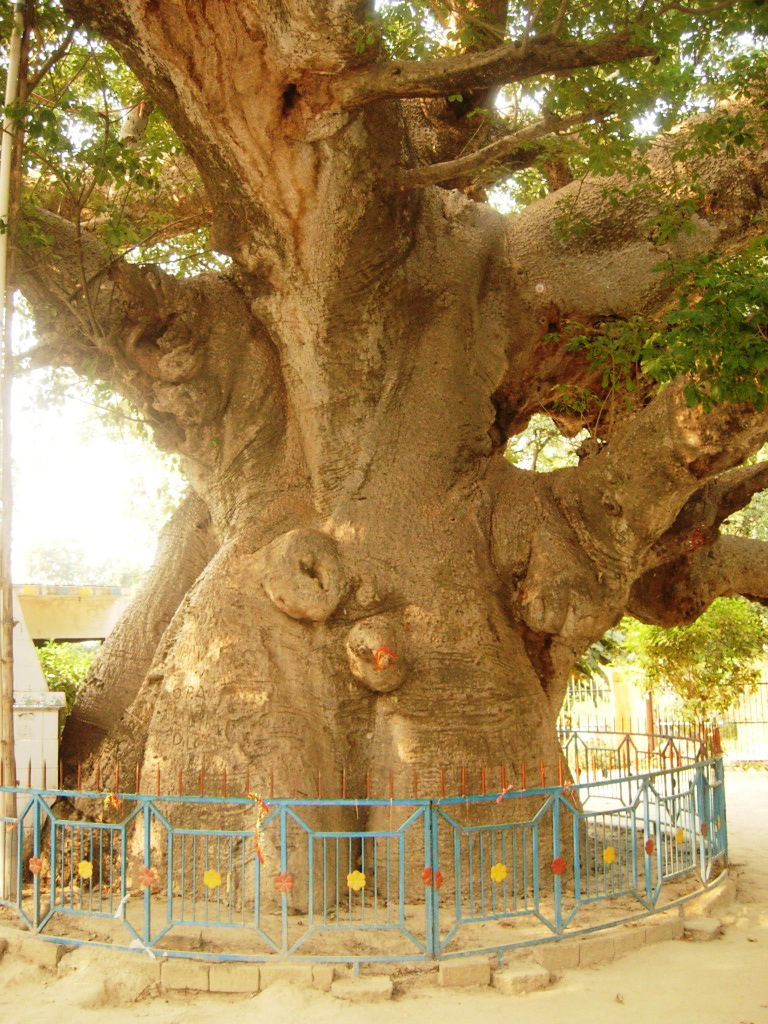
Arbre Parijat au village de Kintoor.

## Politique et administration
L’Uttar Pradesh est un État politiquement extrêmement sensible. Le 3 mars 2012, Akhilesh Yadav du Samajwadi Party est devenu chef de l’exécutif, remportant 224 des 403 sièges de l'État. Auparavant depuis le 13 mai 2007, son prédécesseur était Mayawati, leader du Bahujan Samaj Party (BSP). Parti des sans caste (intouchables), le BSP est principalement implanté en Uttar Pradesh. Aux élections législatives locales de 2007, ce parti avait obtenu, avec 206 élus, la majorité absolue des 403 sièges que compte l'Assemblée de l'État.
La dynastie politique des Jawaharlal Nehru-Indira Gandhi, représentée aujourd'hui par Sonia Gandhi et son fils Rahul Gandhi est implantée électoralement en Uttar Pradesh. L'ancien Premier ministre Atal Behari Vajpayee en est également issu.
Aux élections de mars 2017, le Bharatiya Janata Party obtient une large victoire en remportant plus de trois cents sièges. Il retourne au pouvoir après quatorze ans. Il s'agit du plus grand nombre de sièges que le parti a jamais remporté dans cet État jusqu'à présent. L'Uttar Pradesh est depuis dirigé par Ajay Singh Bisht, dit Yogi Adityanath, un moine hindou qui définit ainsi sa politique : « Je suis contre tous ceux qui sont contre l'hindouisme. Mon programme est l'hindouisme. » Si Yogi Adityanath fait fermer les abattoirs bovins au nom de la non-violence, il défend une ligne extrémiste et souvent violente contre les musulmans (il a par exemple fait interdire les mariages interreligieux), contre les Dalits (« intouchables »), contre les journalistes critiques... Celle-ci rencontre peu d'opposition à l'intérieur de l'Uttar Pradesh du fait de la repression subie par toute opposition potentielle. Cette politique s'accompagne d'une augmentation importante de la criminalité contre les Dalits ou contre les femmes.

### Subdivisions administratives

Les divisions territoriales de l'Uttar Pradesh.

L'Uttar Pradesh est divisé en 75 districts regroupés en 18 divisions territoriales:
| Divisions  | Districts                                                                             |
| ---------- | ------------------------------------------------------------------------------------- |
| Saharanpur | Saharanpur - Muzaffarnagar - Shamli                                                   |
| Moradabad  | Moradabad - Bijnor - Jyotiba Phule Nagar - Rampur - Sambhal                           |
| Bareli     | Bareli - Badaun - Pilibhit - Shahjahanpur                                             |
| Lucknow    | Lucknow - Hardoi - Lakhimpur Kheri - Raebareli - Sitapur - Unnao                      |
| Devipatan  | Gonda - Bahraich - Shravasti - Balrampur                                              |
| Basti      | Basti - Sidhartha Nagar - Sant Kabir Nagar                                            |
| Gorakhpur  | Gorakhpur - Deoria - Kushinagar - Maharajganj                                         |
| Meerut     | Meerut - Bagpat - Bulandshahr - Gautam Buddha Nagar - Ghaziabad - Hapur               |
| Aligarh    | Aligarh - Etah - Hathras - Kanshiram Nagar                                            |
| Āgrā       | Āgrā - Firozabad - Mainpuri - Mathura                                                 |
| Kanpur     | Kanpur Dehat - Kanpur Nagar - Auraiya - Etawah - Farrukhabad - Kannauj                |
| Faizabad   | Faizabad - Chhatrapati Shahuji Maharaj Nagar - Ambedkar Nagar - Barabanki - Sultanpur |
| Azamgarh   | Azamgarh - Ballia - Mau                                                               |
| Jhansi     | Jhansi - Jalaun - Lalitpur                                                            |
| Chitrakoot | Chitrakoot - Banda - Hamirpur - Mahoba                                                |
| Prayagraj  | Prayagraj - Kaushambi - Fatehpur - Pratapgarh                                         |
| Vārānasī   | Vārānasī - Chandauli - Ghazipur - Jaunpur.                                            |
| Mirzapur   | Mirzapur - Sant Ravidas Nagar - Sonbhadra                                             |

Il existe un projet de découpage de l'Uttar Pradesh en 4 états distincts.

### Violences politico-religieuses

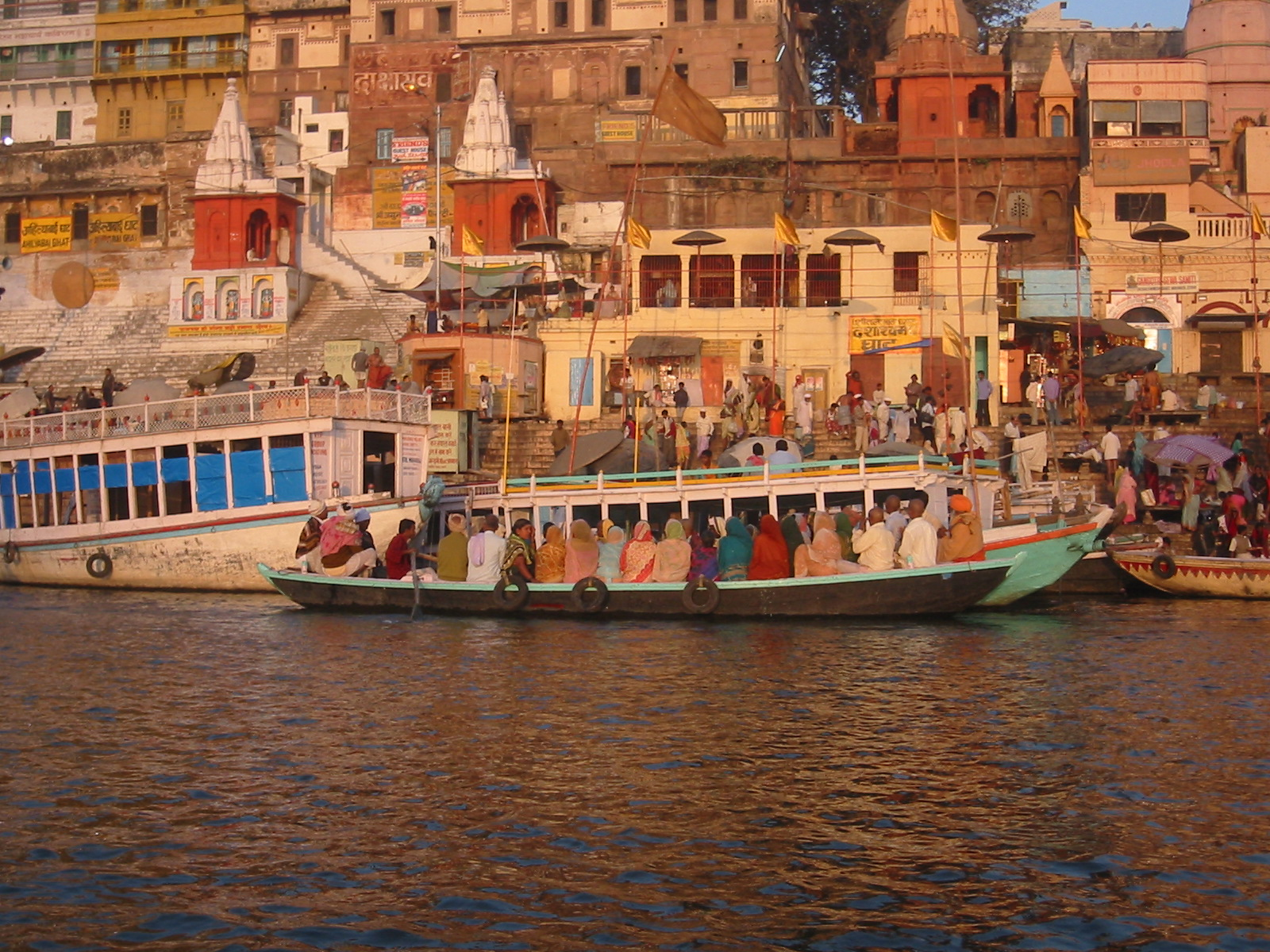
Ghât sur la rive du Gange où ont eu lieu les explosions de 2010.

En décembre 1992, la destruction de la mosquée de Bâbur à Ayodhya, provoquée par les nationalistes hindous (BJP, RSS), a causé d'importantes vagues de violences entre hindous et musulmans, faisant plus de 2 000 morts, en majorité musulmanes, dans de nombreuses grandes villes de l'Inde, notamment à Bombay et à Delhi. S'ensuit la promulgation de l'état d'urgence en Uttar Pradesh et la destitution du gouvernement local (BJP).
Depuis 2006, il y a eu de nombreuses attaques terroristes, dont des explosions dans un lieu historique sacré pour les Hindous, une cour et un temple. Le 7 mars 2006, des bombes explosent dans la ville sainte hindoue de Varanasi faisant 20 morts et 101 blessés. Les bombes explosent simultanément juste après 18 heures.
La première bombe explose dans le temple bondé Sankat Mochan Hanuman à côté de l'Université hindoue de Bénarès,.
D'autres explosions ont lieu dans la gare de Bénarès, à côté de la salle d’attente. Une autre explosion a eu lieu dans le train Shivganga Express à destination de Delhi.
Le 23 novembre 2007, en l'espace de vingt-cinq minutes, six séries d'explosions ont lieu dans les palais de justice de Lucknow, Varanasi, et Faizabad, tuant 28 personnes et en blessant d'autres.
Ces explosions ont lieu une semaine après que la police de l'Uttar Pradesh et les agences centrales de sécurité ont arrêté des terroristes du groupe Jaish-e-Mohammed qui avaient planifié l'enlèvement de Rahul Gandhi. Les moudjahidin indiens ont revendiqué la responsabilité de ces explosions dans un courriel envoyé aux chaines de télévision cinq minutes avant les explosions,.
La première explosion s'est produite à 13 h 5 - 13 h 7 dans les locaux du tribunal de Varanasi. Deux explosions successives ont eu lieu autour de 13:12 et 13:15 dans au tribunal du district de Faizabad, suivies de près par celui de Lucknow à 13:32.
Les bombes ciblaient les avocats qui travaillaient au tribunal.
Le 7 décembre 2010, une bombe explose au ghât de Sheetla Ghat, proche du Dashashwamedh Ghat, tuant 2 personnes et en blessant 37 autres. L'explosion a lieu le lendemain de l’anniversaire de la démolition de Babri Masjid.
De nombreuses manifestations ont eu lieu en 2019 contre la politique discriminatoire à l'égard des musulmans pratiquée par le gouvernement, entrainant une violente répression policière dans des villages ou quartiers à majorité musulmane.
Fin novembre 2020, une ordonnance visant à limiter les conversions faites dans le cadre de mariages inter-religieux est entrée en vigueur dans l'Uttar Pradesh. Celle-ci impose aux futurs époux d'obtenir l'accord des autorités judiciaires pour pouvoir se marier s'ils sont de religions différentes. Cette ordonnance serait, dans les faits, principalement utilisée contre les hommes musulmans, régulièrement accusés par les nationalistes hindous de forcer leurs épouses à se convertir à l'islam,.
Les partis d’opposition accusent le BJP au pouvoir d’imposer un système de terreur. Les organisations de défense des droits de l’homme dénoncent régulièrement des exécutions extra-judiciaires par la police.

## Démographie
L’Uttar Pradesh, avec une population proche de 224 millions de personnes (estimations de 2017), est l’État le plus peuplé de l’Inde.
Si l'Uttar Pradesh était un État indépendant, il serait le 5e pays le plus peuplé du monde.
Seuls la Chine, l'Inde elle-même, les États-Unis et l'Indonésie ont une population plus importante que l'Uttar Pradesh.

### Évolution démographique
| Évolution de la population | Évolution de la population | Évolution de la population |
| Année                      | Population                 | %±                         |
| -------------------------- | -------------------------- | -------------------------- |
| 1951                       | 60 274 000                 | —                          |
| 1961                       | 70 144 000                 | + 16,4 %                   |
| 1971                       | 83 849 000                 | + 19,5 %                   |
| 1981                       | 105 137 000                | + 25,4 %                   |
| 1991                       | 132 062 000                | + 25,6 %                   |
| 2001                       | 166 198 000                | + 25,8 %                   |
| 2011                       | 199 581 477                | + 20,1 %                   |
| Source,:                   |                            |                            |

Comme peut être déduit de ce tableau, le taux d'accroissement naturel est, depuis 1981, d'environ 2,3 %.
Le taux de fécondité en 2010 est de 3,5 enfants par femme
.
En 2011, la population est composée de 104 596 415 hommes et de 94 985 062 femmes.

### Population par religion

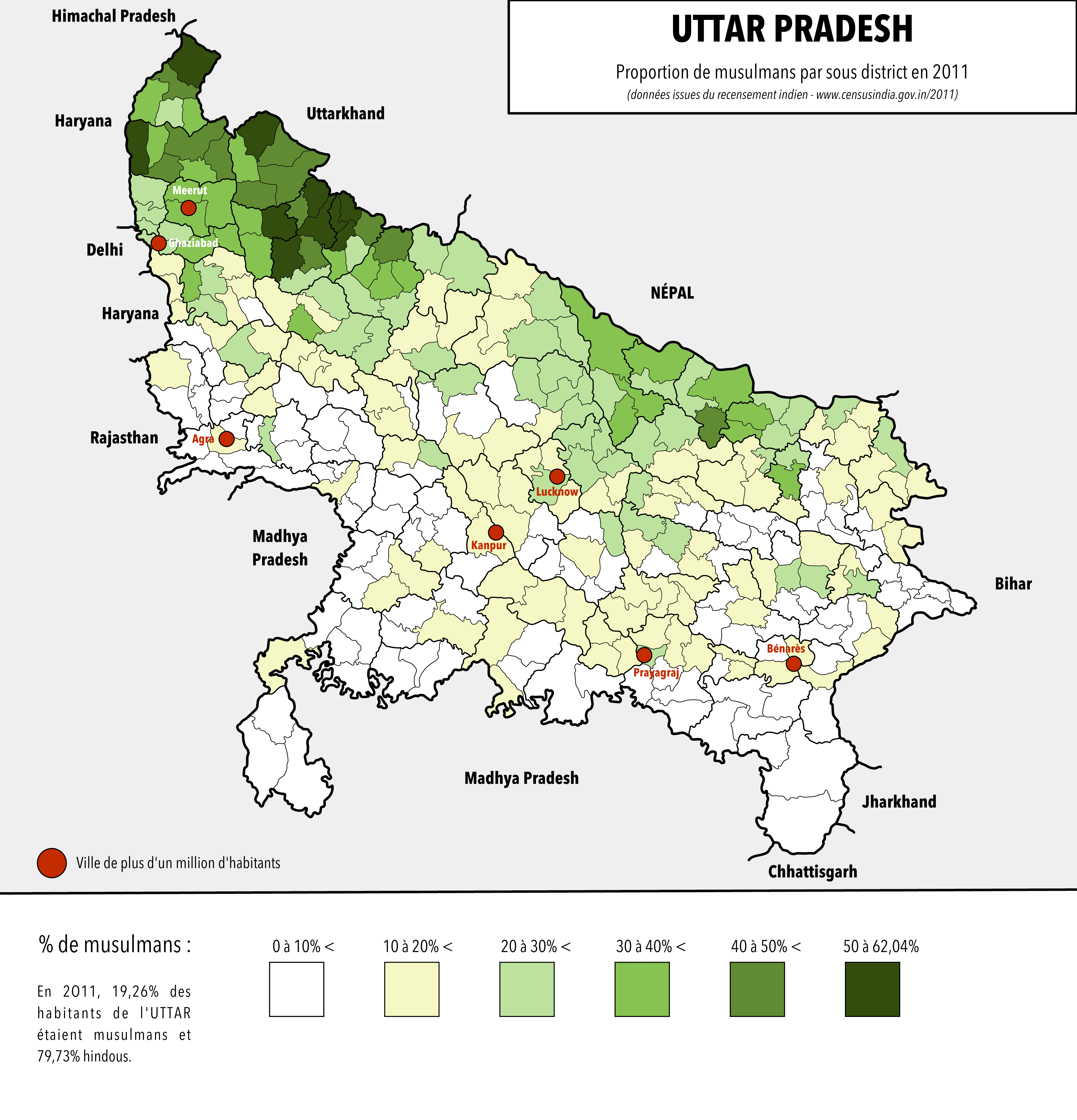
UTTAR PRADESH : proportion de musulmans par sous-district lors du recensement de 2011.

D'après le recensement de 2001, 80 % de la population est hindoue alors que les musulmans représentent 18 % des habitants de l'Uttar Pradesh.
Le reste est composé de sikhs, de bouddhistes, de chrétiens et de jaïns. De nombreux sous-districts sont très majoritairement musulmans, surtout dans le nord-ouest de l'État. La proportion de musulmans reste importante dans le reste du nord de l'État. Dans le sud de l'État, la proportion de musulmans est beaucoup moins importante, et les hindouistes dépassent souvent plus de 90 % de la population dans de nombreux sous-districts.

### Principales villes de l'Uttar Pradesh

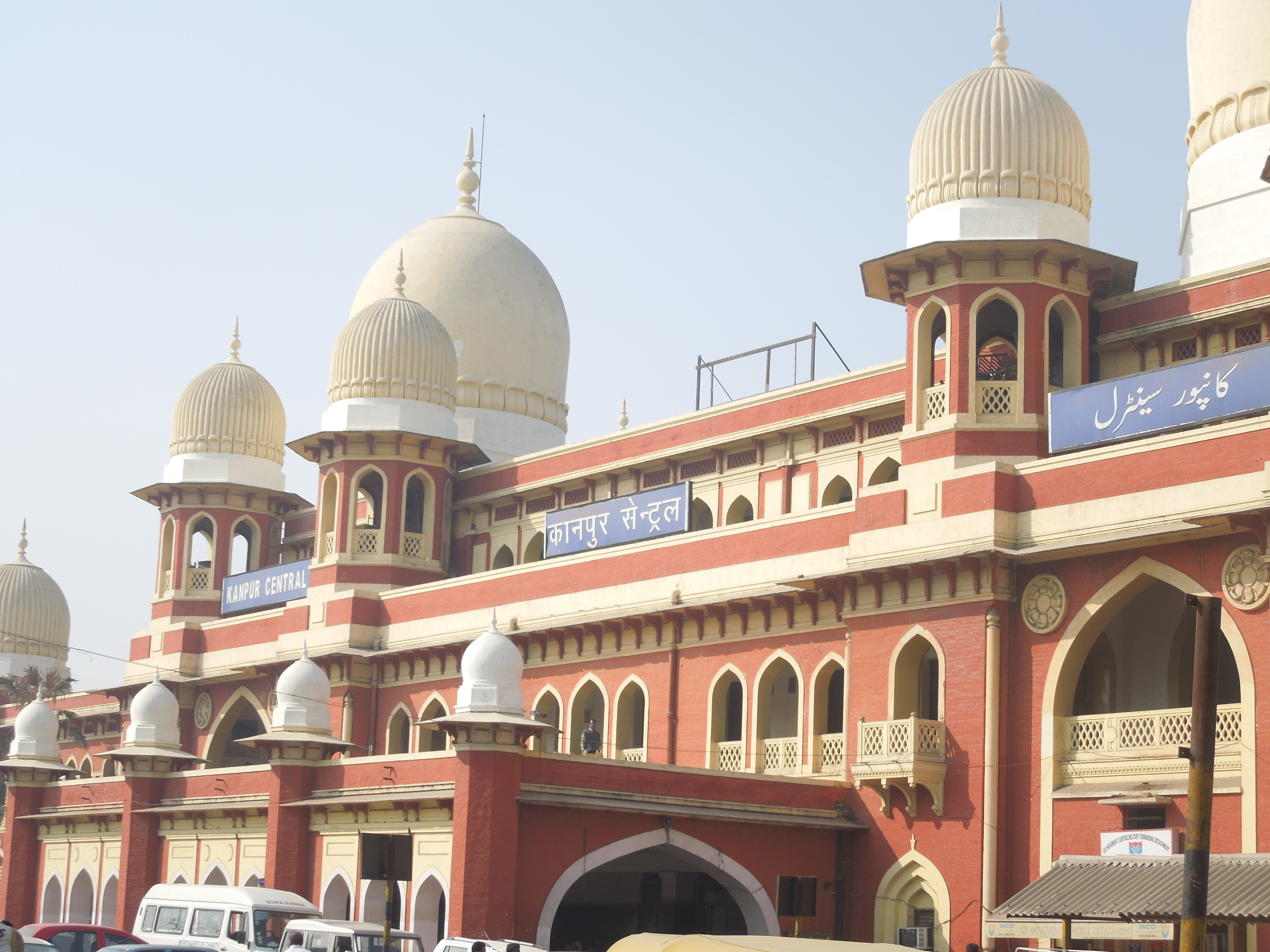
Gare centrale de Kanpur.

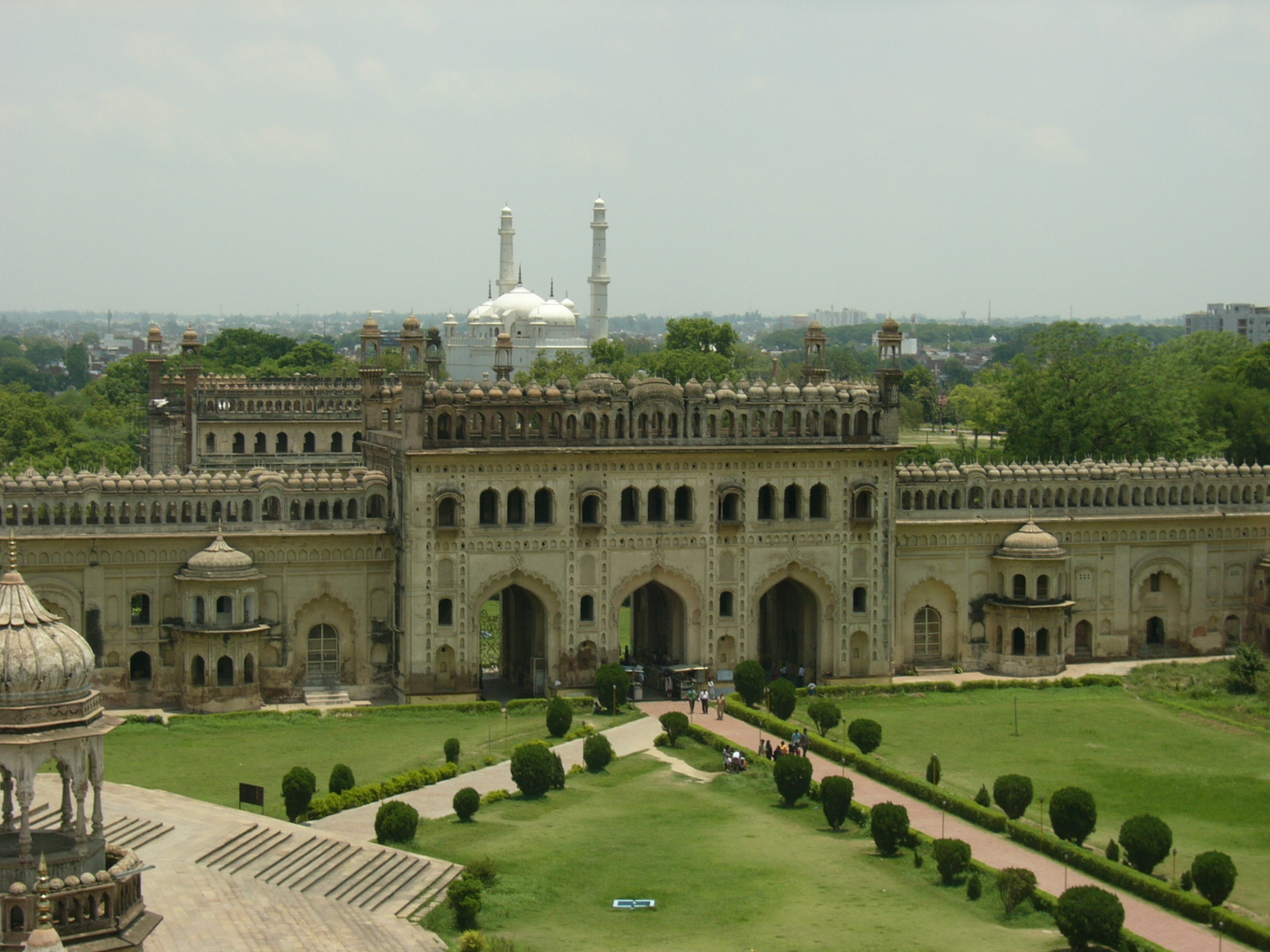
Porte d'entrée de Bara Imambara à Lucknow.

| Ville         | population (estimation 2010) | population (estimation 2013) |
| ------------- | ---------------------------- | ---------------------------- |
| Kanpur        | 3 221 435                    | 3 293 016                    |
| Lucknow       | 2 750 447                    | 2 937 833                    |
| Āgrā          | 1 686 976                    | 1 817 535                    |
| Ghaziabad     | 1 505 958                    | 1 784 166                    |
| Meerut        | 1 404 723                    | 1 493 354                    |
| Vârânasî      | 1 211 891                    | 1 228 768                    |
| Prayagraj     | 1 142 722                    | 1 180 002                    |
| Aligarh       | 869 941                      | 933 119                      |
| Moradabad     | 828 506                      | 887 774                      |
| Bareli        | 837 564                      | 864 054                      |
| Gorakhpur     | 730 486                      | 753 576                      |
| Noida         | 504 842                      | 651 141                      |
| Saharanpur    | 528 572                      | 543 641                      |
| Jhansi        | 449 368                      | 462 650                      |
| Muzaffarnagar | 393 654                      | 413 729                      |
| Mathura       | 380 733                      | 403 375                      |
| Loni          | 249 266                      | 364 465                      |
| Etawah        | 321 203                      | 360 821                      |
| Firozabad     | 342 456                      | 359 514                      |
| Shahjahanpur  | 344 772                      | 354 518                      |
| Mau           | 303 815                      | 334 985                      |
| Rampur        | 312 166                      | 316 238                      |
| Hapur         | 286 039                      | 313 572                      |
| Behta Hajipur |                              | 303 051                      |
| Farrukhabad   | 256 822                      | 261 404                      |
| Bulandshahr   | 229 352                      | 245 305                      |
| Mirzapur      | 237 168                      | 243 463                      |
| Rae Bareli    | 208 763                      | 219 062                      |
| Sambhal       | 210 941                      | 217 244                      |

## Économie

### Développement économique
Le produit intérieur net de l'Uttar Pradesh en fait le troisième État de l'Inde (2011–2012), avec un PIN de 7 080,0 milliards de roupies indiennes,,.
L'évolution du produit intérieur net de l'Uttar Pradesh est la suivante :
| PNN de l'Uttar Pradesh | PNN de l'Uttar Pradesh |
| Année                  | PIN (en milliards de ) |
| ---------------------- | ---------------------- |
| 2004–2005              | 2 290,74               |
| 2005–2006              | 2 566,99               |
| 2006–2007              | 2 940,31               |
| 2007–2008              | 3 323,52               |
| 2008–2009              | 3 847,18               |
| 2009–2010              | 4 530,20               |
| 2010–2011              | 5 253,88               |
| 2011–2012              | 5 966,61               |
| Source:                |                        |

### Agriculture
L'agriculture est l'activité principale de l'Uttar Pradesh.
Le blé est la principale culture vivrière de l'État et la canne à sucre est la principale culture commerciale.
L'Uttar Pradesh fournit 70 % du sucre de l'Inde.

### Industries
Les industries de l'Uttar Pradesh sont situées dans la région de Kanpur, les terres fertiles de la région du Purvanchal et la région de Noida.
La ville de Mughalsarai a les plus importantes usines de locomotives.
Les principaux produits manufacturés sont les produits électroniques, les équipements électriques, les câbles, l'acier, le cuir, les textiles, la joaillerie, les frégates, les automobiles, les wagons ferroviaires.
L'État a plus de petites et moyennes entreprises que les autres États, soit 12 % des 2,3 millions d’entreprises.
En octobre 2009, le secteur tertiaire est le plus gros contributeur au produit intérieur brut (PIB) de l'État, avec 44,8 % du PIB comparé aux 44 % du secteur primaire (agriculture, sylviculture et tourisme) et 11,2 % pour le secteur secondaire (industries),.
Durant le 11e plan quinquennal (2007–2012), le taux de croissance moyen du PIB est de 7,28 %, donc inférieur aux 15,5 % qui caractérisent la moyenne pour l'ensemble des États de l'Inde,.
Le PIB par tête de 29 417 , est plus faible que le PIB national par tête de 60 972 .
La dette financière globale de l'U.P. de 200 009  est identique à celle de 2011.
La productivité est avec un index de 26 supérieure à la moyenne nationale de 25.
L'économie bénéficie de l'industrie touristique.
L'État attire les investissements étrangers principalement dans les domaines du logiciel et de l'électronique.
Noida et Lucknow deviennent des centres importants pour l'industrie informatique.
Le district de Sonbhadra a de grandes industries.
Sa partie méridionale est connue comme étant la « capitale énergétique de l'Inde » pour sa production de charbon.

### Droit du travail
Le gouvernement nationaliste de Adityanath (BJP) fait exempter en mai 2020, dans un contexte de pandémie de Covid-19, « toutes les entreprises, usines et fonds de commerce de l’application du droit du travail » pour trois ans, invoquant le besoin de relancer l’économie. Les lois relatives au paiement des primes et au versement des prévoyances deviennent caduques. Il en va de même pour les lois relatives aux syndicats et au règlement des conflits dans l’entreprise, les contrats de travail, la santé et la sécurité. L’universitaire Pratap Bhanu Mehta fait remarquer que « l’urgence de la pandémie est utilisée pour user de pouvoirs arbitraires à un moment où il est impossible de manifester ». Ces mesures sont vivement contestées par la gauche et les syndicats de travailleurs. « Détruire la main-d’œuvre revient à détruire la croissance économique. L’agenda diabolique du BJP doit être combattu et vaincu pour sauver l’Inde », s’est indigné le secrétaire général du Parti communiste d’Inde-marxiste (CPI-M), Sitaram Yechury. La Centrale des syndicats indiens (Citu) a dénoncé « des mesures barbares qui visent à imposer des conditions esclavagistes aux travailleurs qui créent réellement la richesse du pays brutalement pillée par les capitalistes et les grandes entreprises ».

## Transports

### Transport aérien
L'aviation civile de l'Uttar Pradesh dispose de six aéroports situés à Lucknow et Varanasi, Agra, Prayagraj, Gorakhpur et Kanpur.
Parmi ceux-ci, les aéroports de Lucknow et de Varanasi sont des aéroports internationaux.

### Transport fluvial
Le tronçon du Gange allant de Prayagraj à Haldia a été déclaré voie navigable (NW)-I.
Sa partie située dans l'Uttar Pradesh mesure 600 km de longueur.

### Transport ferroviaire
L'Uttar Pradesh a le réseau ferroviaire le plus long du pays.
En 2011, ce réseau de l'état mesure 8 546 km.
Allahabad est le siège de la North Central Railway Zone
et Gorakhpur est le siège de la North Eastern Railway Zone,.
Le train Lucknow Swarna Shatabdi Express relie New Delhi à Lucknow.
Les gares de Lucknow NR, Kanpur Central, Varanasi Cantt, Agra Cantt, Gorakhpur Jn et Mathura JN sont dans la liste, établie par les Chemins de fer indiens, des 50 gares ferroviaires devant être de classe mondiale.

### Transport routier
L'Uttar Pradesh dispose du plus long réseau routier du pays.
L'état est bien connecté à ses états voisins et à presque toutes les autres parties de l'Inde par le réseau des routes nationales (NH) dont 4 635 km sur son territoire.
Il entretient aussi 83 routes de l'état d'une longueur totale de 8 432 km.
La Uttar Pradesh State Road Transport Corporation est établie en 1972 pour fournir des transports économiques, fiable et confortable dans l'état et avec des services d'interconnexion avec les états voisins.
Toutes les villes sont reliées au réseau des routes nationales. D'autres routes locales permettent aux districts et aux villages d'accéder au réseau et de transporter les produits agricoles jusqu'aux marchés voisins. Les routes des districts assurent aussi l'interconnexion entre les routes locales et les routes nationales.
L'Uttar Pradesh est le 7e État d'Inde pour sa densité routière (1 027 km pour 1 000 km2 en 2002) et le plus long réseau bitumé du pays (50 721 km en 2002).
La Golden Quadrilateral nationale d'Inde traverse Jhansi, Āgrā, Kanpur, Prayagraj et Varanasi.
Une route express relie Lucknow à Kanpur et deux nouvelles liaisons express sont en cours de réalisation, la Yamuna Expressway entre Āgrā et Noida et la Ganga Expressway entre Noida et Ballia.
L'état projette de développer sept nouvelles routes express.
Ces projets comprennent la Upper Ganga Canal Expressway, la liaison express Bijnor–Moradabad–Fatehgarh, la liaison express Jhansi–Kanpur–Lucknow–Gorakhpur–Kushinagar, la liaison express Lucknow–Barabanki–Nanpara, la liaison express Āgrā–Kanpur,.

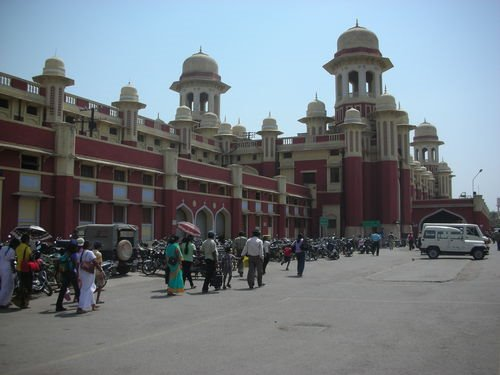
La gare ferroviaire Charbagh à Lucknow.
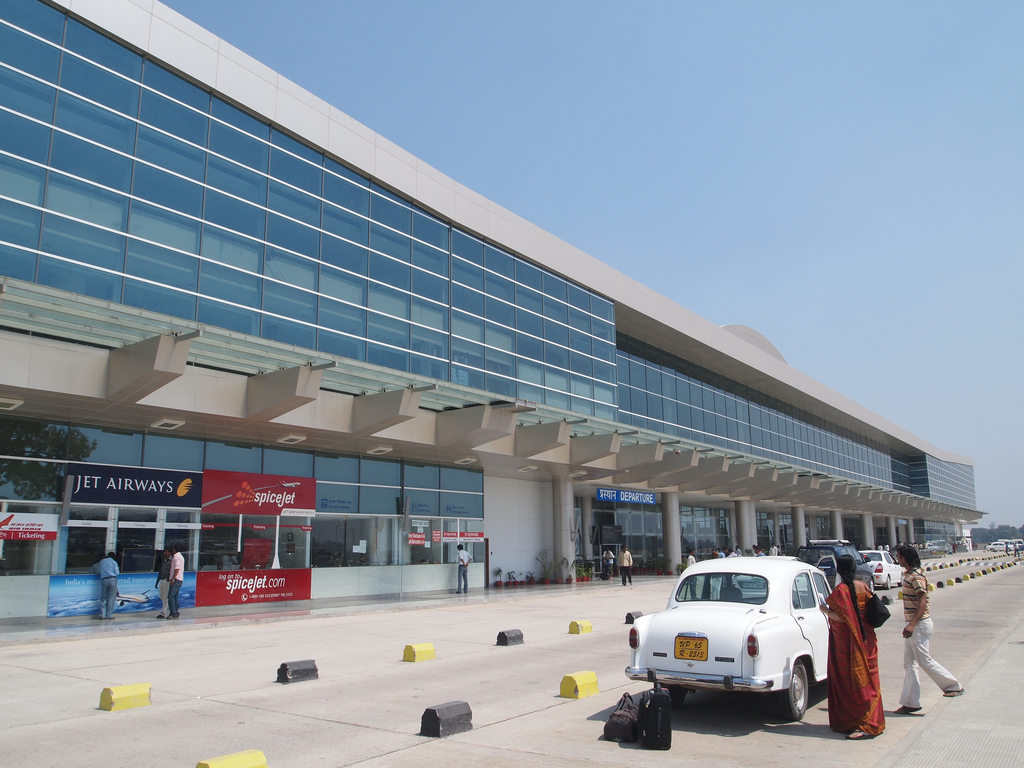
L'aéroport de Varanasi.
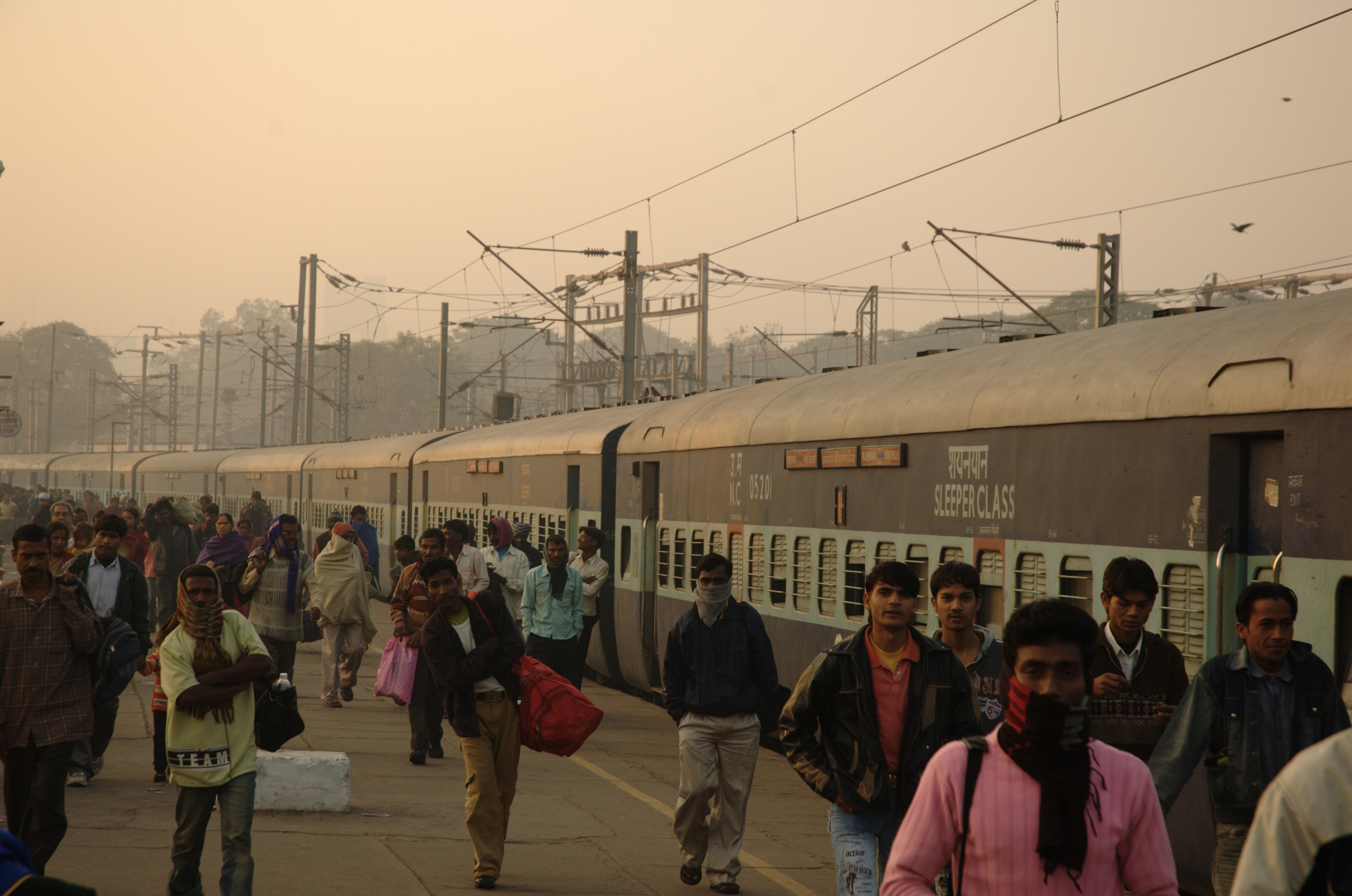
Un quai de gare.
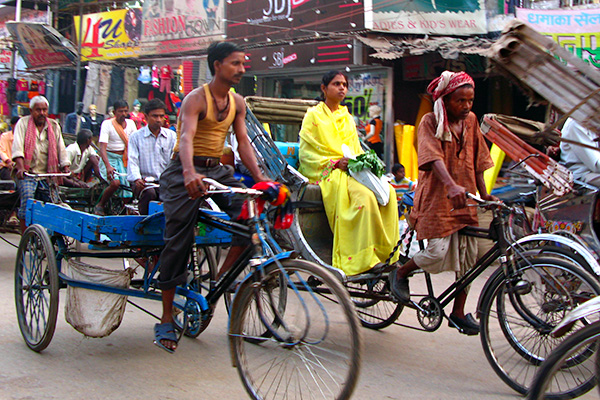
Une rue de Varanasi.
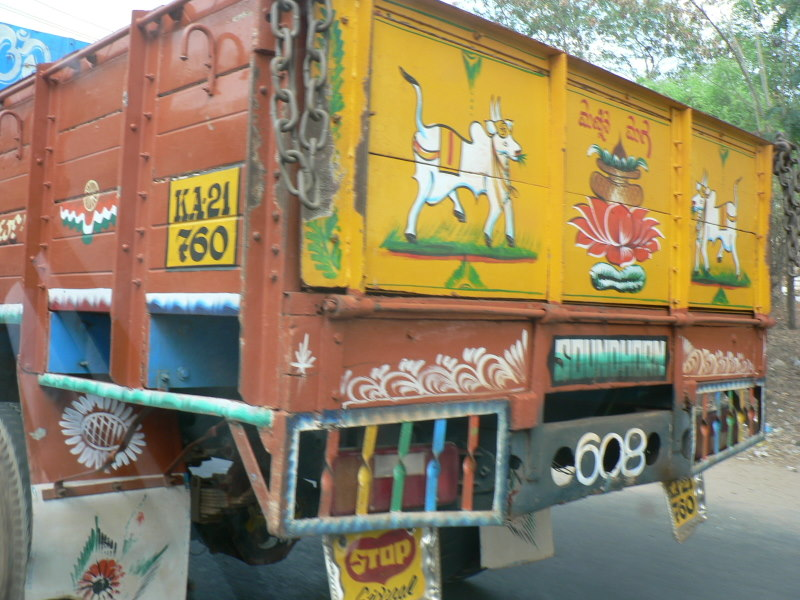
Face arrière d'un camion indien.
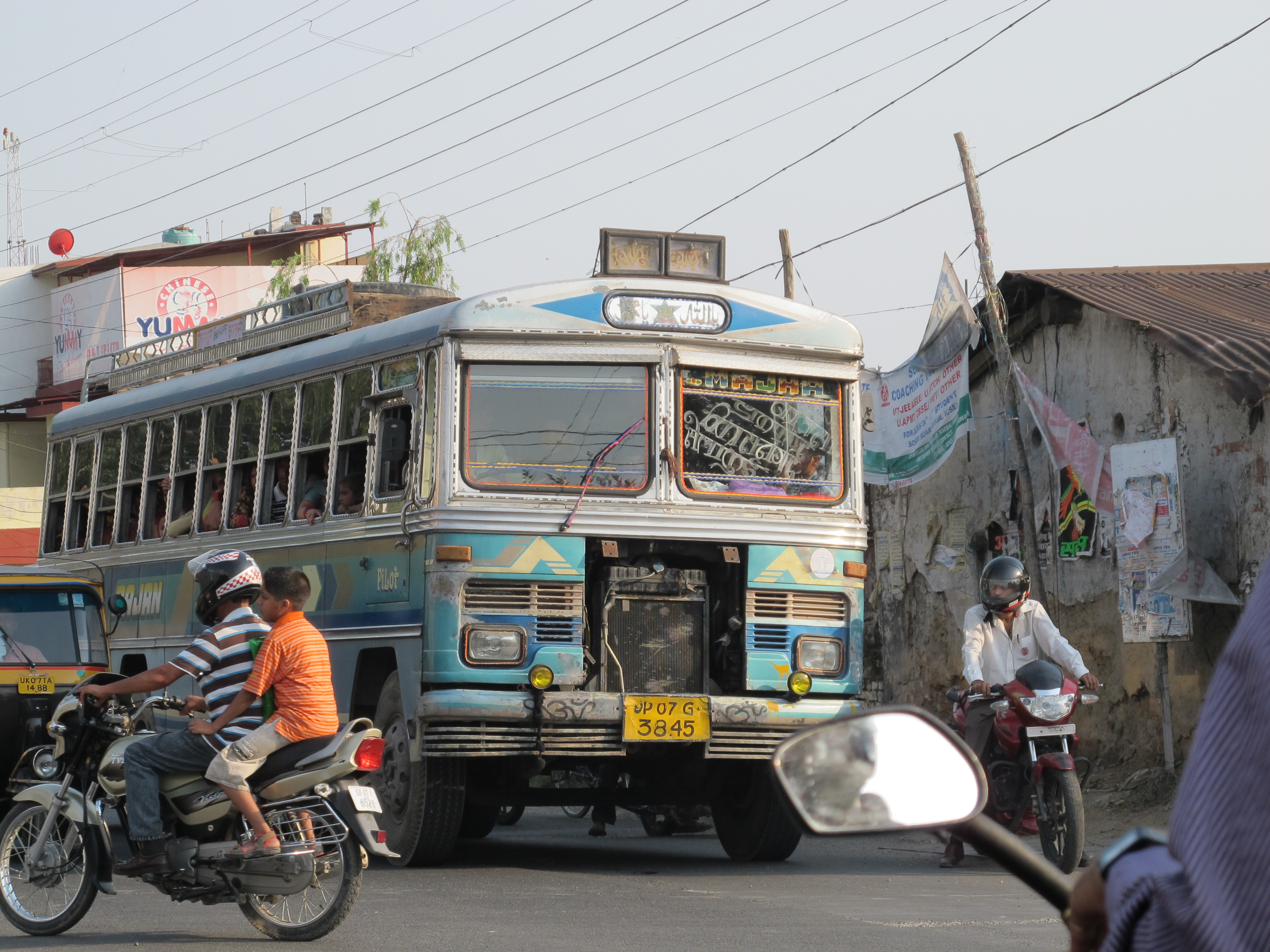
Transports publics.

## Éducation

### Enseignement supérieur
L'Uttar Pradesh a plus de 30 universités, dont 4 universités centrales, 20 universités d'État, 8 établissements reconnus comme université, 2 instituts indiens de technologie, 1 Institut indien de management à Lucknow, 1 NIT à Prayagraj et plusieurs polytechniques, collèges d'ingénierie et Instituts de formation industrielle.
Des instituts prestigieux comme l'Institut supérieur de médecine Sanjay Gandhi, ou l'Institut indien de technologie de Kanpur, l'institut de technologie de Bénarès, l'Institut indien de management de Lucknow, l'Institut indien d'informatique d'Allahabad, et le Institut national de technologie Motilal Nehru sont connus mondialement pour la qualité de leur éducation et de leur recherche dans leurs domaines respectifs.
La présence de ces institutions offre, aux étudiants de l'Uttar Pradesh, un large choix de filières d’enseignement supérieur,.
Parmi les autres universités de l'état, notons la Gautam Buddha University, l'université hindoue de Bénarès, l'université Sampurnanand de Sanskrit, la Aligarh Muslim University, l'université d'Allahabad, l'Institut indien de recherche vétérinaire de Bareli, l'IMT Ghaziabad, la Gautam Buddha Technical University, la M.J.P. Rohilkhand University, l'université Narendra Dev d'agriculture et de technologie, la Babasaheb Bhimrao Ambedkar University, et la King George's Medical University.
L'université intégrale de Lucknow, a été fondée par le gouvernement de l'Uttar Pradesh pour offrir la formation dans différentes disciplines techniques, sciences appliquées et autres.
L'université centrale des études tibétaines a été fondée comme organisation autonome par le ministère de la culture de l'Inde.
La Jagadguru Rambhadracharya Handicapped University est la seule université dans le monde créée exclusivement pour les personnes handicapées.

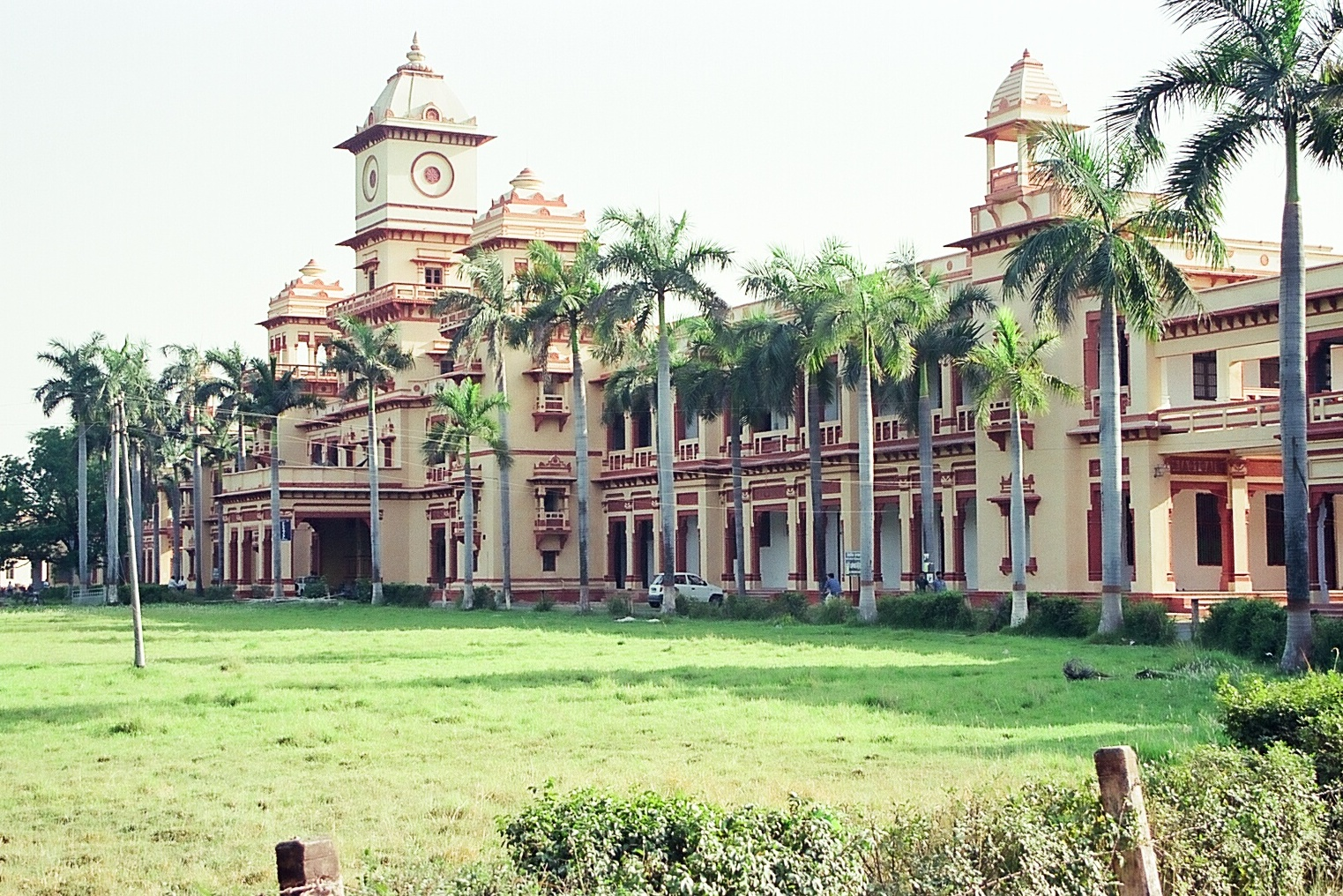
L'IIT de Varanasi.
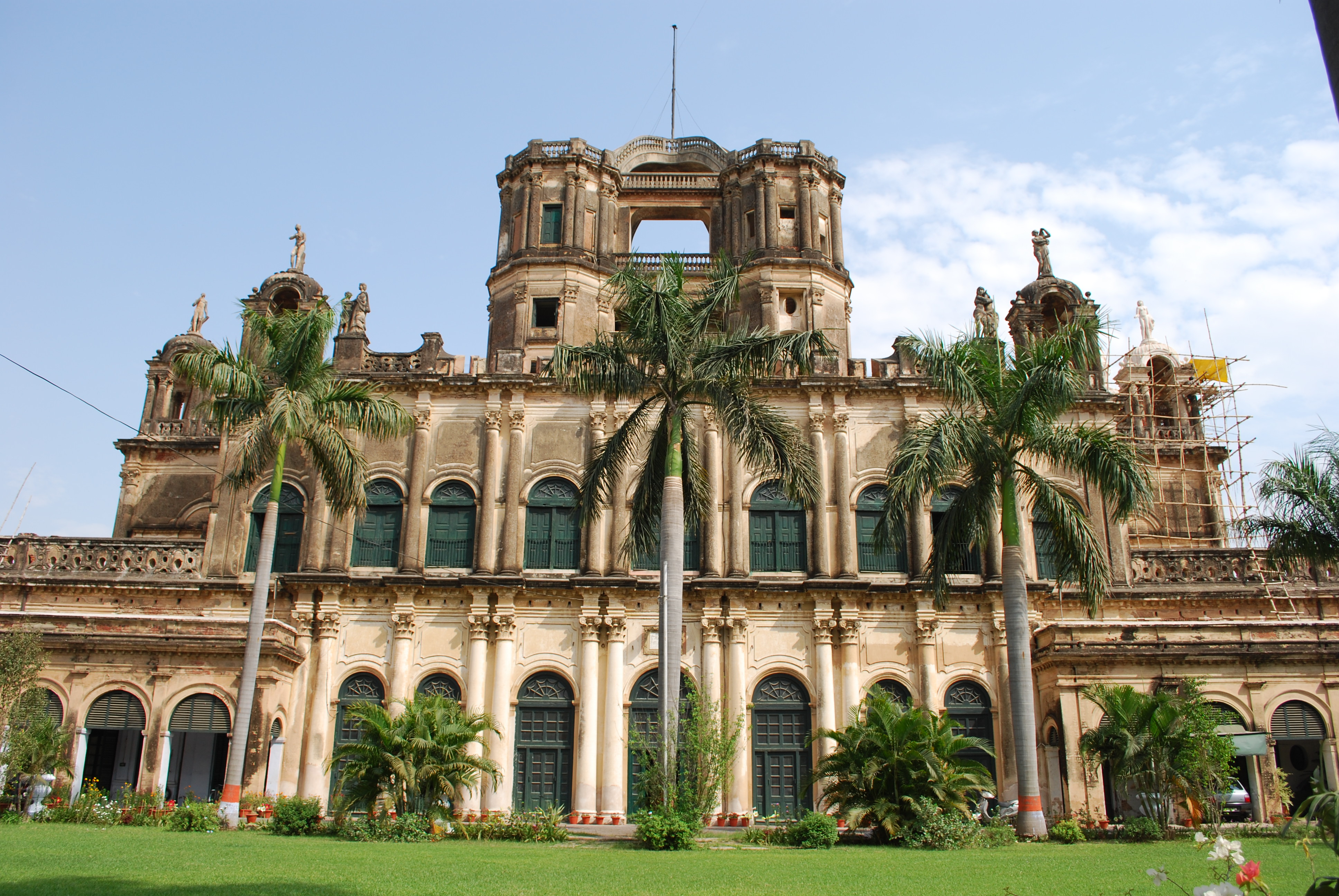
Collège La Martinière de Lucknow.
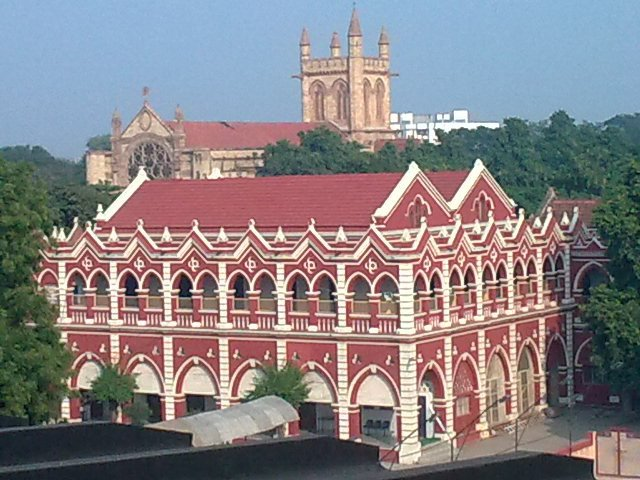
: École et collège du Bishop Johnson, Prayagraj.
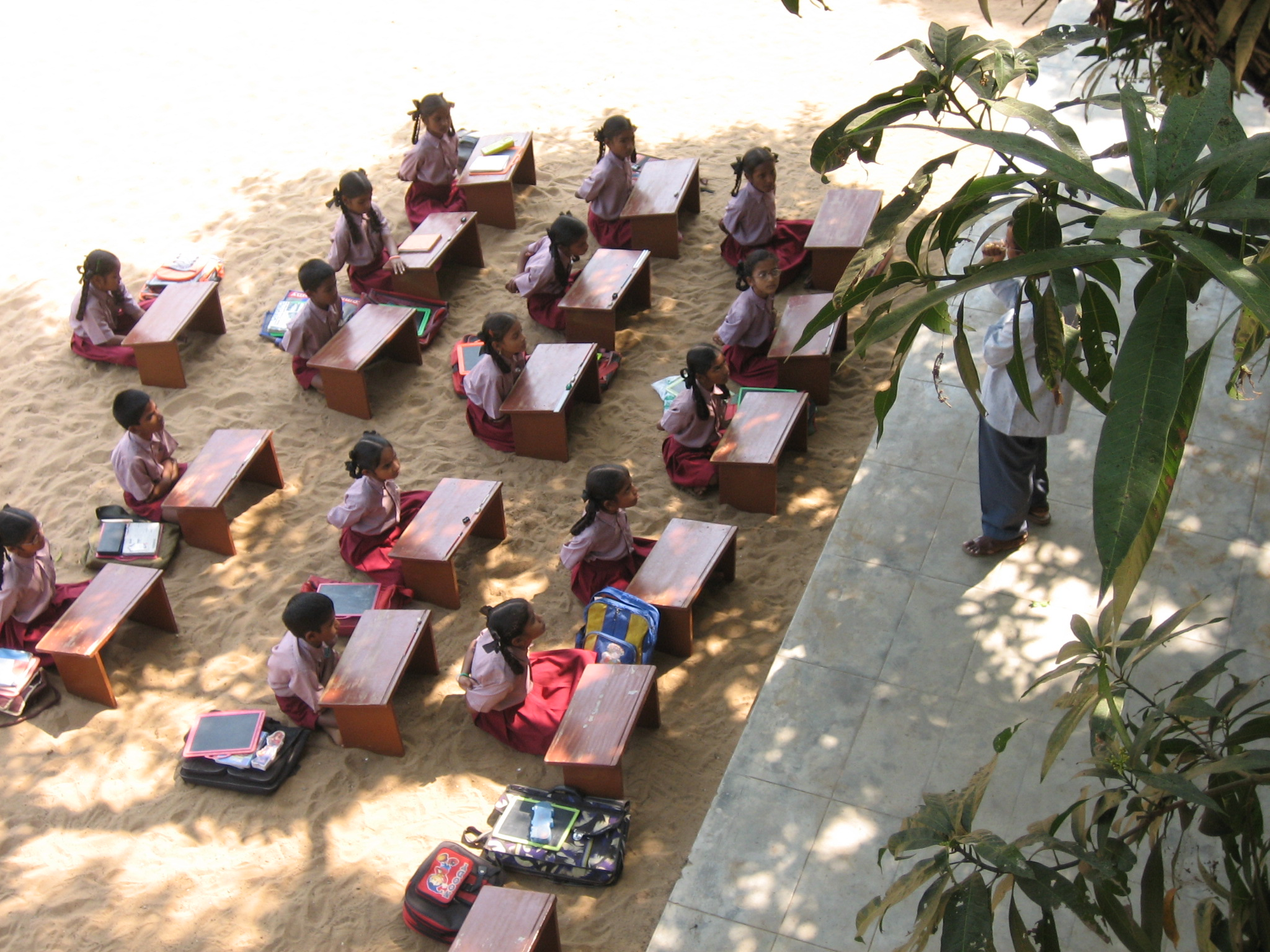
École Sarada.
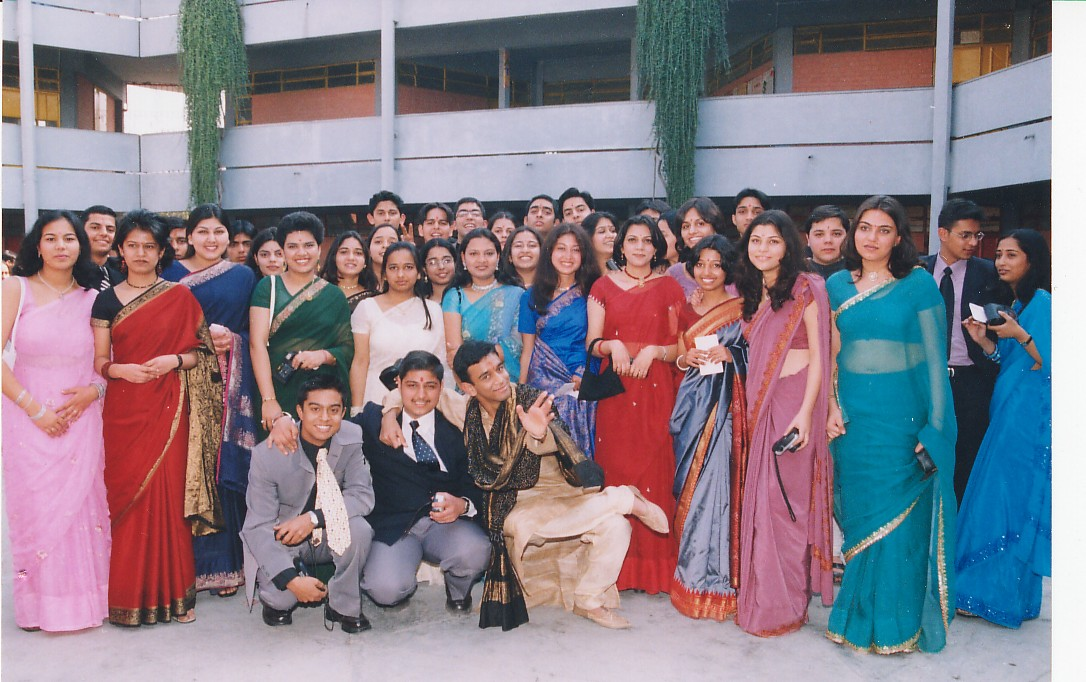
Cérémonie de fin d'études à Apeejay Noida, 2003.
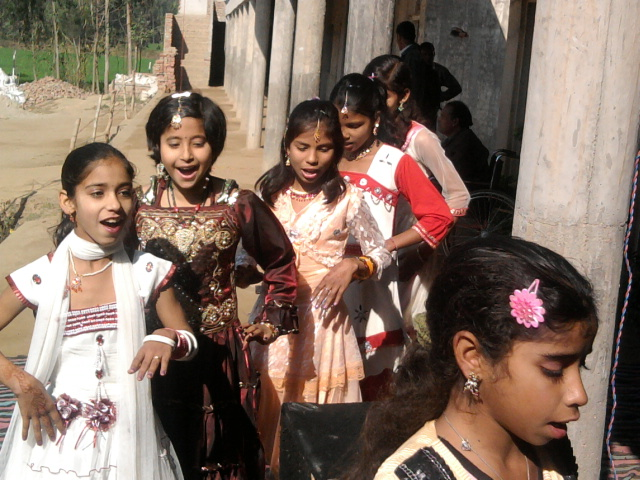
Fête à l'école Aditya NSS de Turatpur.
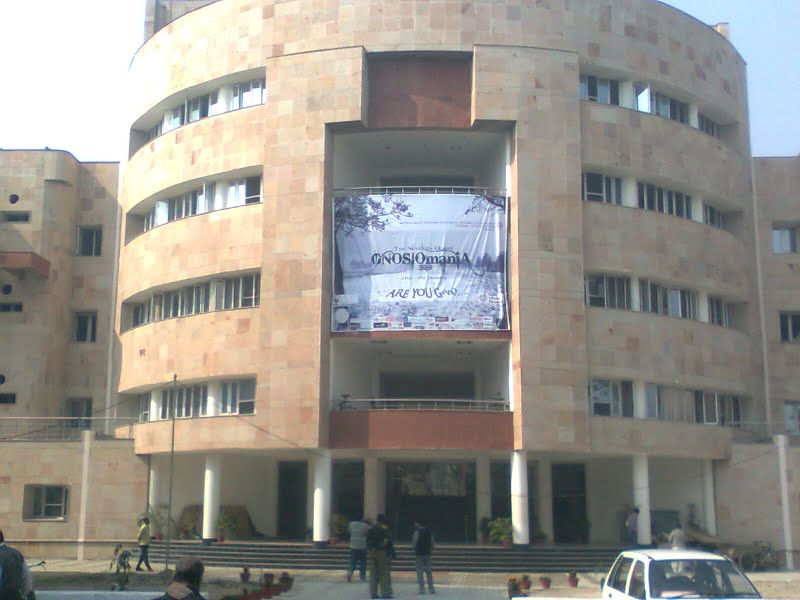
Bâtiment principal de l'Institut national de technologie Motilal Nehru à Prayagraj.
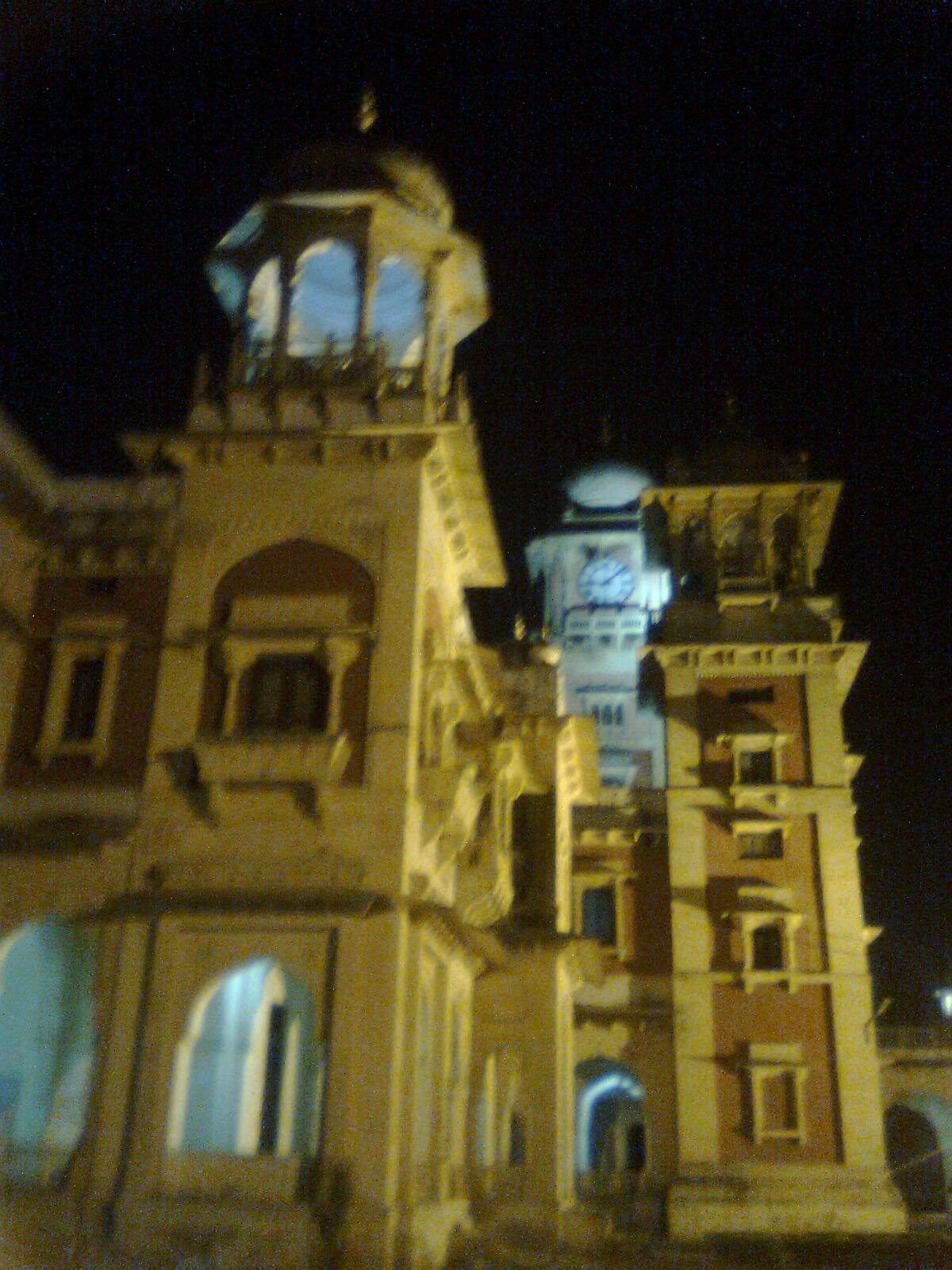
L'université d'Allahabad.

## Culture

### Langue et littérature

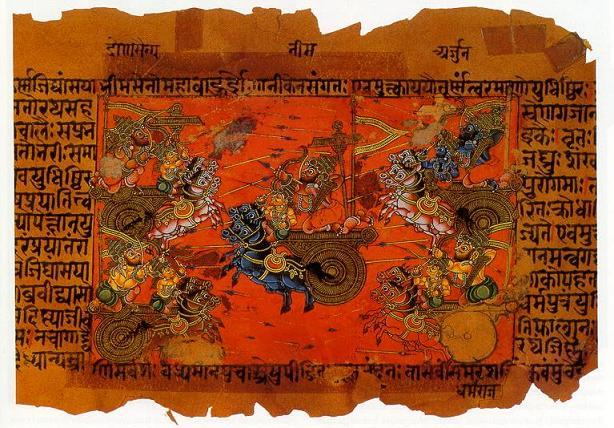
Manuscrit évoquant la bataille de Kurukshetra.

Plusieurs textes et hymnes de la littérature védique ont été composés en Uttar Pradesh.
Ces textes constituent la couche la plus ancienne de la littérature sanskrite et les textes les plus anciens de l'hindouisme.
C'est en Uttar Pradesh que Vyasa écrit le Mahabharata, le récit épique de la bataille de Kurukshetra et le destin des princes Kauravas et Pandavas.
Le festival du Guru Purnima, lui est dédié, et il est aussi appelé le Vyasa Purnima car c'est le jour présumé de sa naissance et le jour où il divisa les Vedas
.
L'État a une longue tradition littéraire et populaire des langues braj et awadhie, ainsi que de la macro-langue hindie. Aux XIXe et XXe siècles, la littérature hindie est modernisée par des auteurs comme Jaishankar Prasad, Maithili Sharan Gupt, Munshi Premchand, Suryakant Tripathi Nirala, Babu Gulabrai, Sachchidananda Vatsyayan, Rahul Sankrityayan, Harivansh Rai Bachchan, Dharamvir Bharati, Subhadra Kumari Chauhan, Mahavir Prasad Dwivedi, Swami Sahajanand Saraswati, Dushyant Kumar, Hazari Prasad Dwivedi, Acharya Kuber Nath Rai, Bharatendu Harishchandra, Kamleshwar Prasad Saxena, Shivmangal Singh Suman, Mahadevi Varma, et Vibhuti Narain Rai.
L'Uttar Pradesh est souvent appelé le « cœur hindi de l'Inde ». L'hindi est devenu la langue officielle de l'administration de l'État par le Uttar Pradesh Official Language Act de 1951. En 1989, un amendement de cet acte ajoutera l'ourdou comme autre langue native de l'État.
Linguistiquement, l'État s'étend sur plusieurs zones des langues indo-aryennes, les langues natives majoritaires sont l'awadhi, le bundeli, le braj bhasha, le kannauji et une forme vernaculaire du khariboli.

### Festivals
Diwali et Rama Navami sont des festivals populaires de l'Uttar Pradesh.
Kumbh Mela, organisé durant le mois de Maagha, est un festival trisannuel qui a lieu alternativement Prayagraj, Haridwar, Ujjain, et Nasik au bord du Gange.
Lath mar Holi est la célébration locale de la fête hindoue de Holî.
Le festival a lieu avant Holî dans la ville de Barsana voisine de Mathura.
Taj Mahotsav, qui a lieu chaque année à Āgrā, est une manifestation très colorée de la culture de la région de Braj.
Buddha Purnima, qui célèbre la naissance du Bouddha Gautama, est un festival hindou et bouddhiste majeur.
Parmi les autres festivals notons Vijayadashami, Makar Sankranti, Vasant Panchami, Ayudha Puja, Ganga Mahotsava, Janmashtami, la foire chrétienne de Sardhana, Maha Shivaratri, Mahavir Jayanti, Mouharram, Bārah Wafāṭ, Aïd el-Fitr, Bakreed, Chhath puja, Lucknow Mahotsav et Hanuman Jayanti.

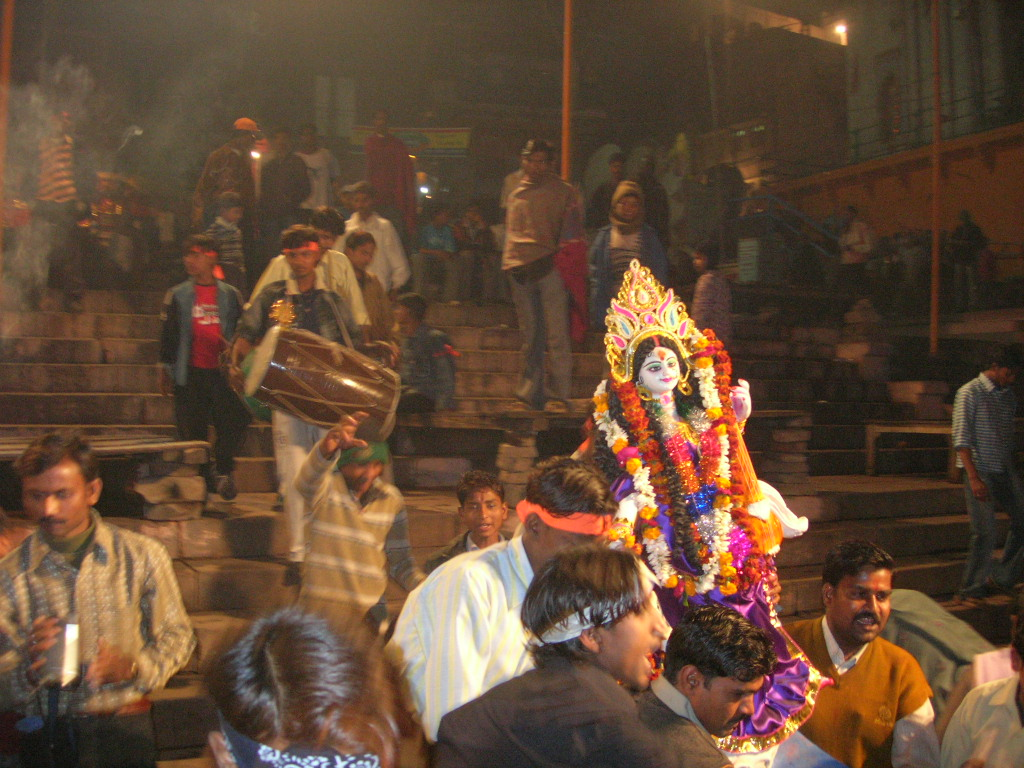
Le festival Sarasvatī, les participants y viennent révérer la Devî de la connaissance, de la musique, des arts, et de la science.
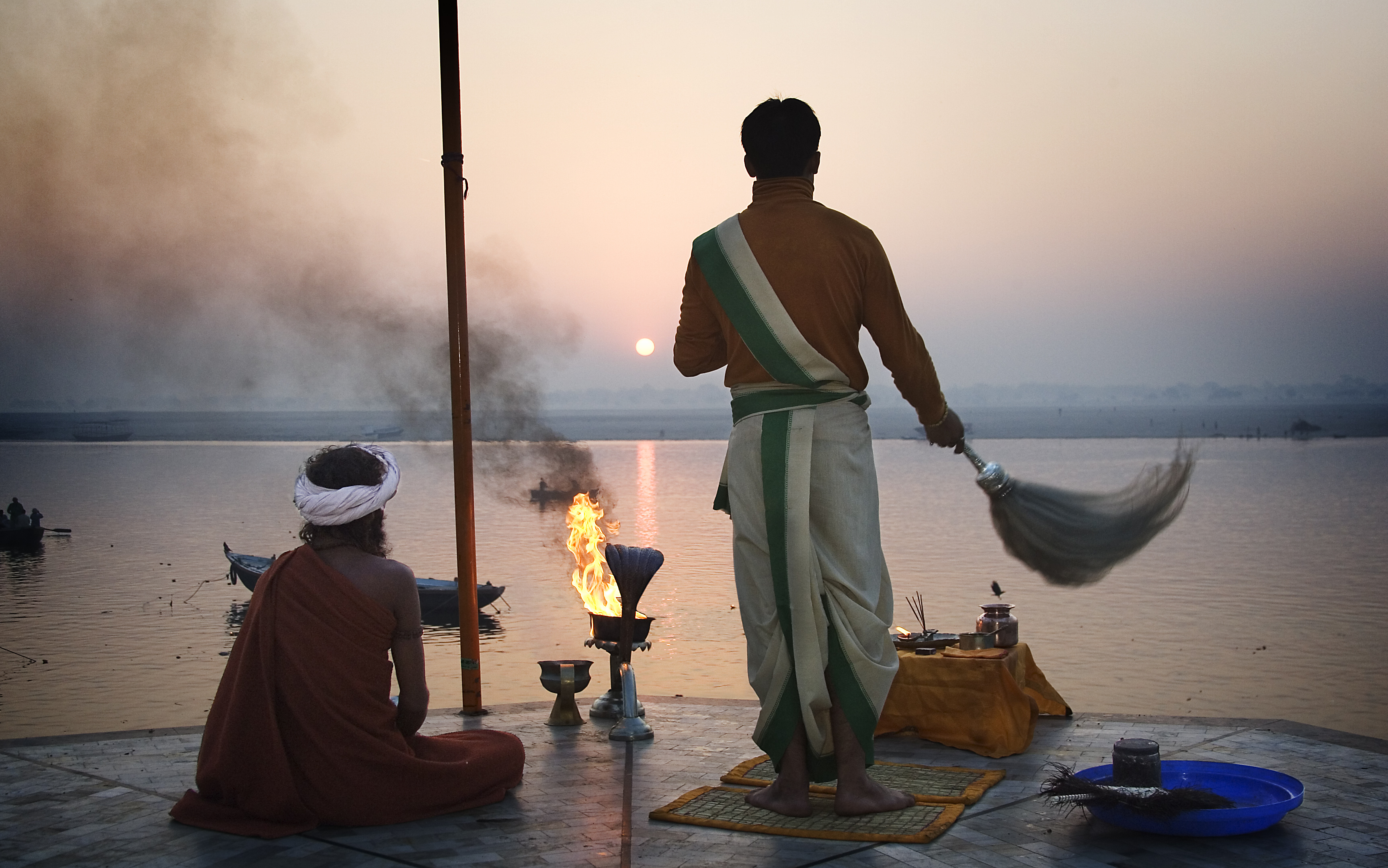
Prêtre hindou saluant le soleil au bord du Gange à Varanasi.
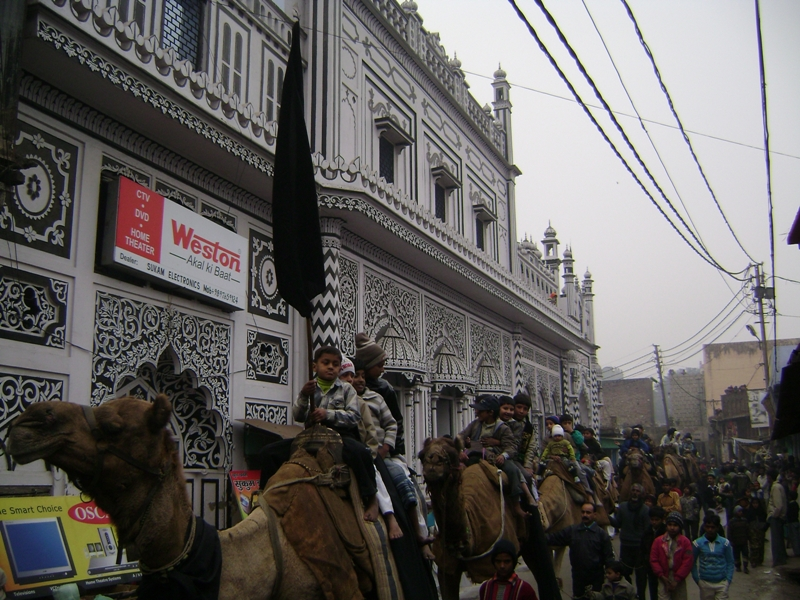
Procession chiite aux abords de l'hussainia d'Amroha, à l'occasion de Muharam.

### Cuisine
Le menu végétarien quotidien en Uttar Pradesh, comme tout thali de l'Inde du Nord, est constitué de 'roti'chapati, chawwal, dal, sabjiet parfois le dahi (yaourt) ou le raïta.
Un thali festif typique est constitué de puri, de kachori, de sabji, de pulav, de raïta, de salade et de desserts (comme le sewai ou kheer).
De nombreuses communautés, comme les Jains, les Kayasths et les musulmans, ont leur propre type de cuisine.
Il y a aussi des délices sub-régionaux.
La cuisine Awadhi est mondialement célèbre pour ses plats comme le kebab, le biryani, le keema et le nihari.
Les sucreries ont une place importante dans l'alimentation hindoue et on les consomme lors de cérémonies.
On confectionne des confiseries à base de produits laitiers, comme le khurchan, le peda, le gulab jamun, le petha, le makhan malai, et le chamcham.
Le chaat de Lucknow et le Banarasi paan sont connus à travers toute l'Inde.

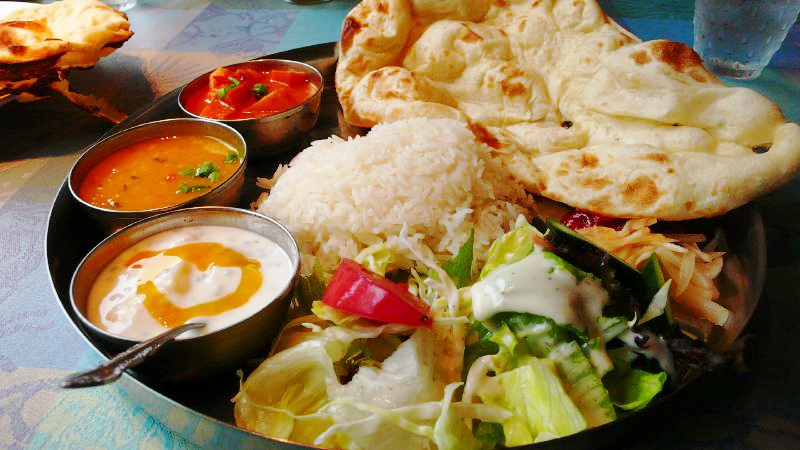
Thali de l'Uttar Pradesh composé de naan, sultani dal, raïta, et de shahi panir.

## Tourisme
L’Uttar Pradesh est l’État le plus touristique. Il comprend notamment les villes d’Āgrā, la ville du Taj Mahal, du mausolée d'Itimâd-ud-Daulâ, Vârânasî, Sârnâth.

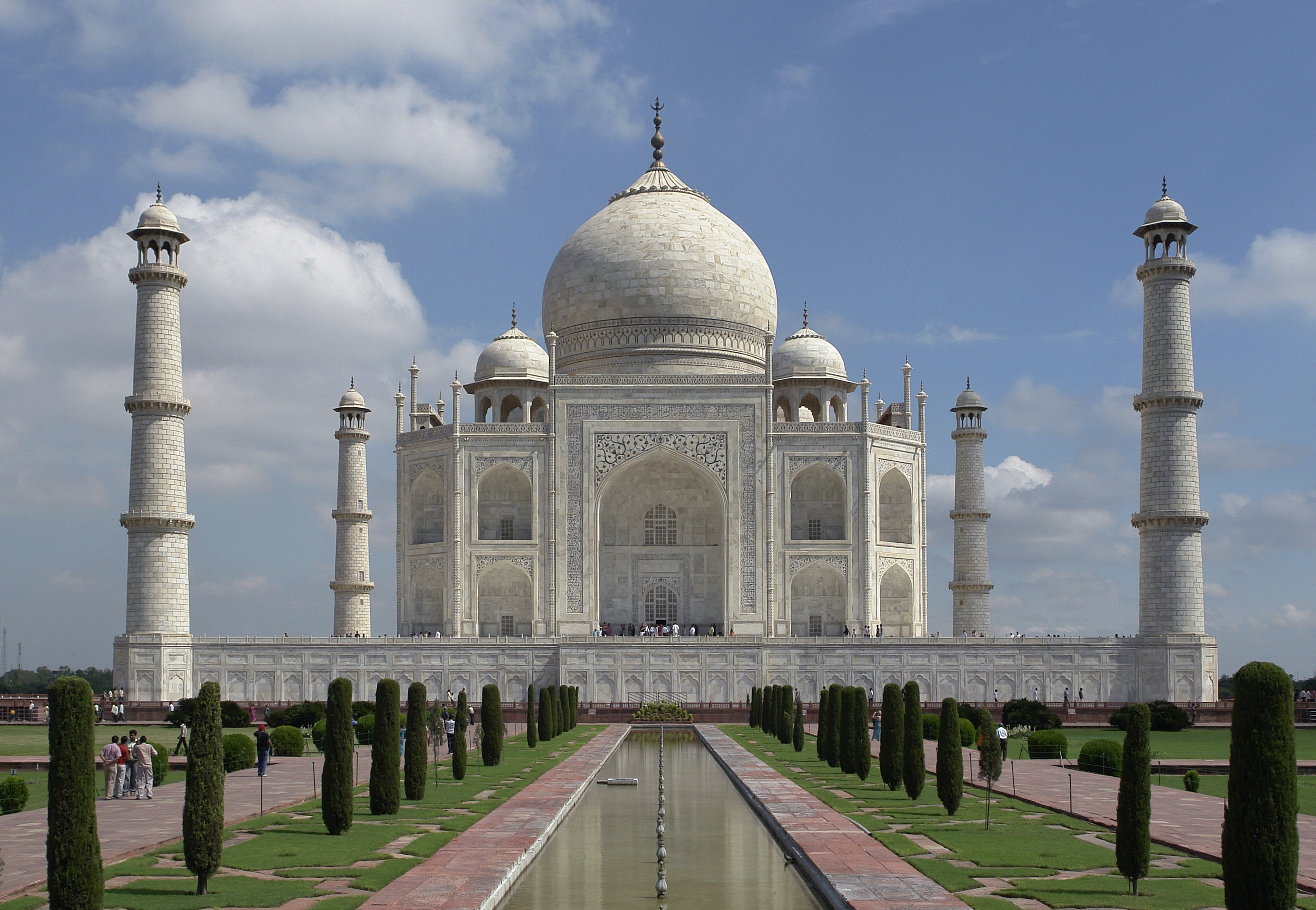
Le Taj Mahal à Āgrā.
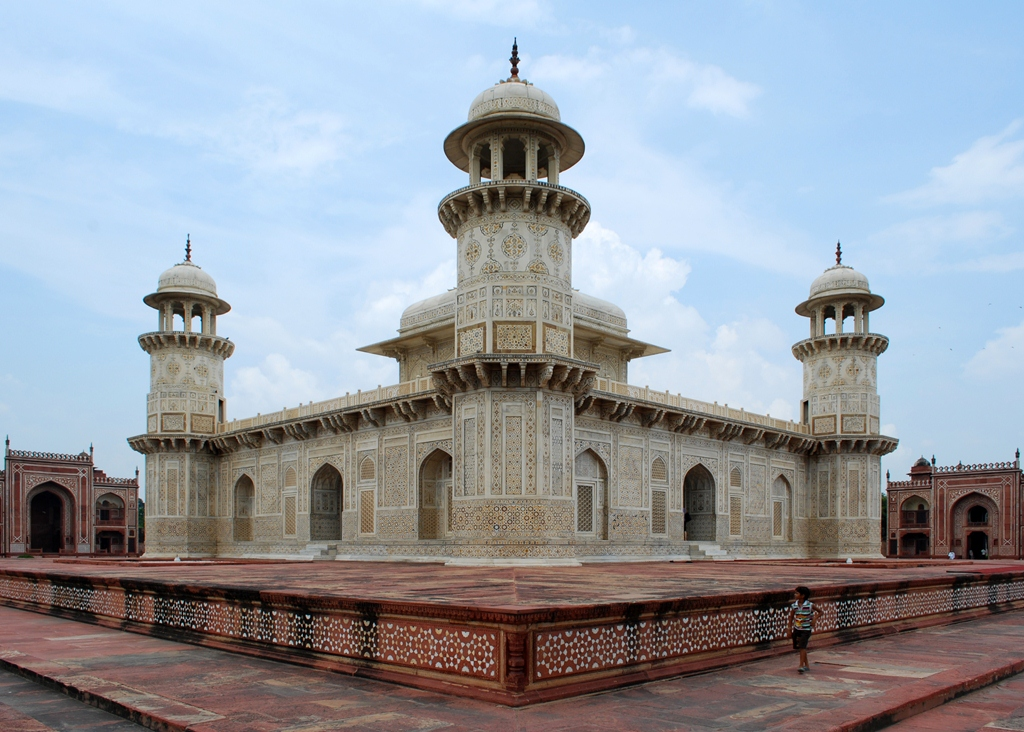
Le Mausolée d'Itimād-ud-Daulā à Āgrā.